# Nowa Huta

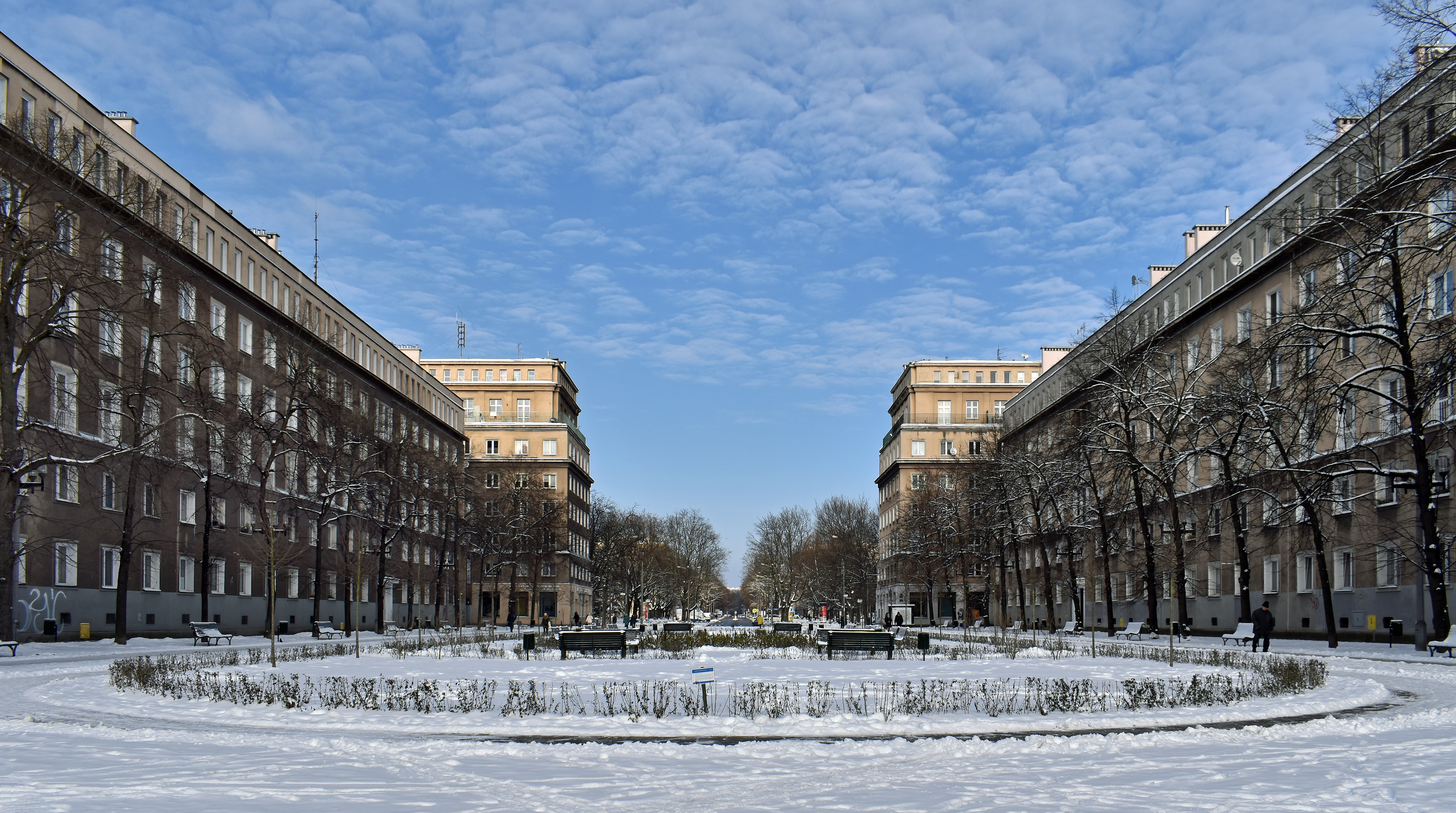
Nowa Huta-i sugárút

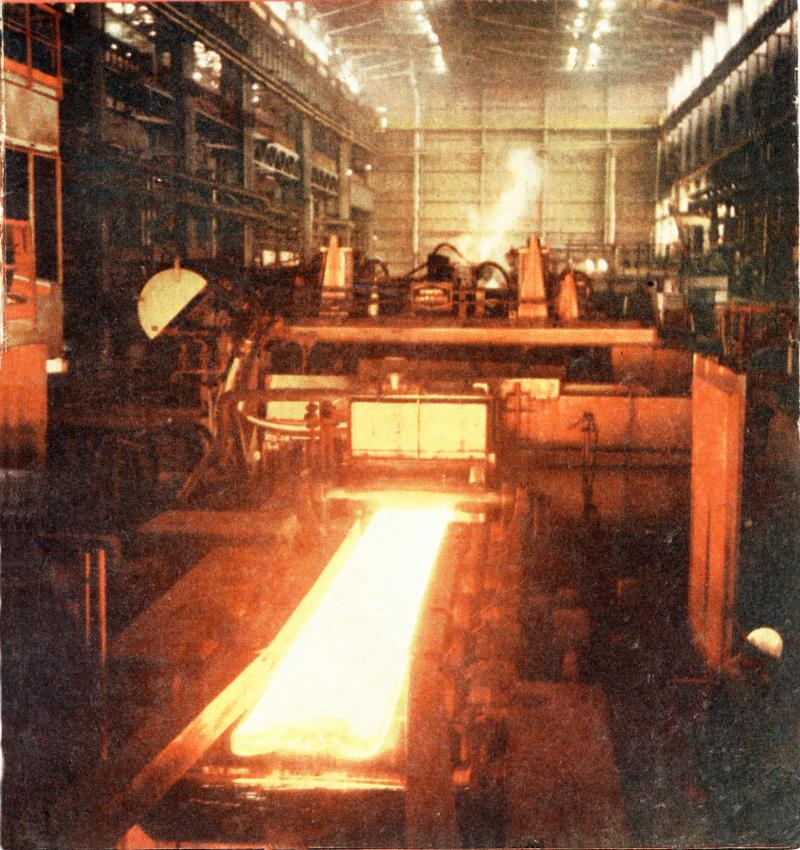
Az öntöde

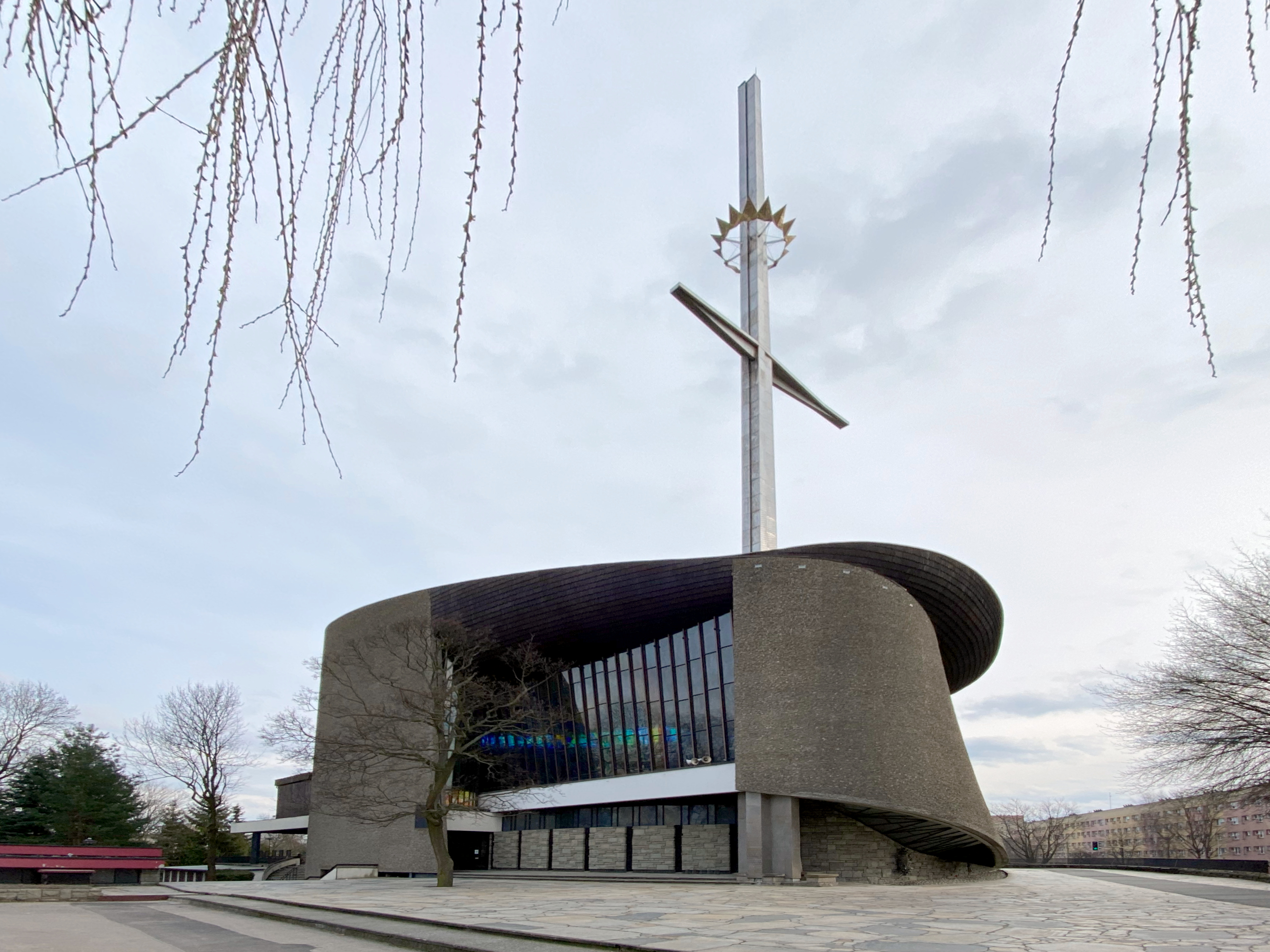
A városrész 1977-ben épített temploma

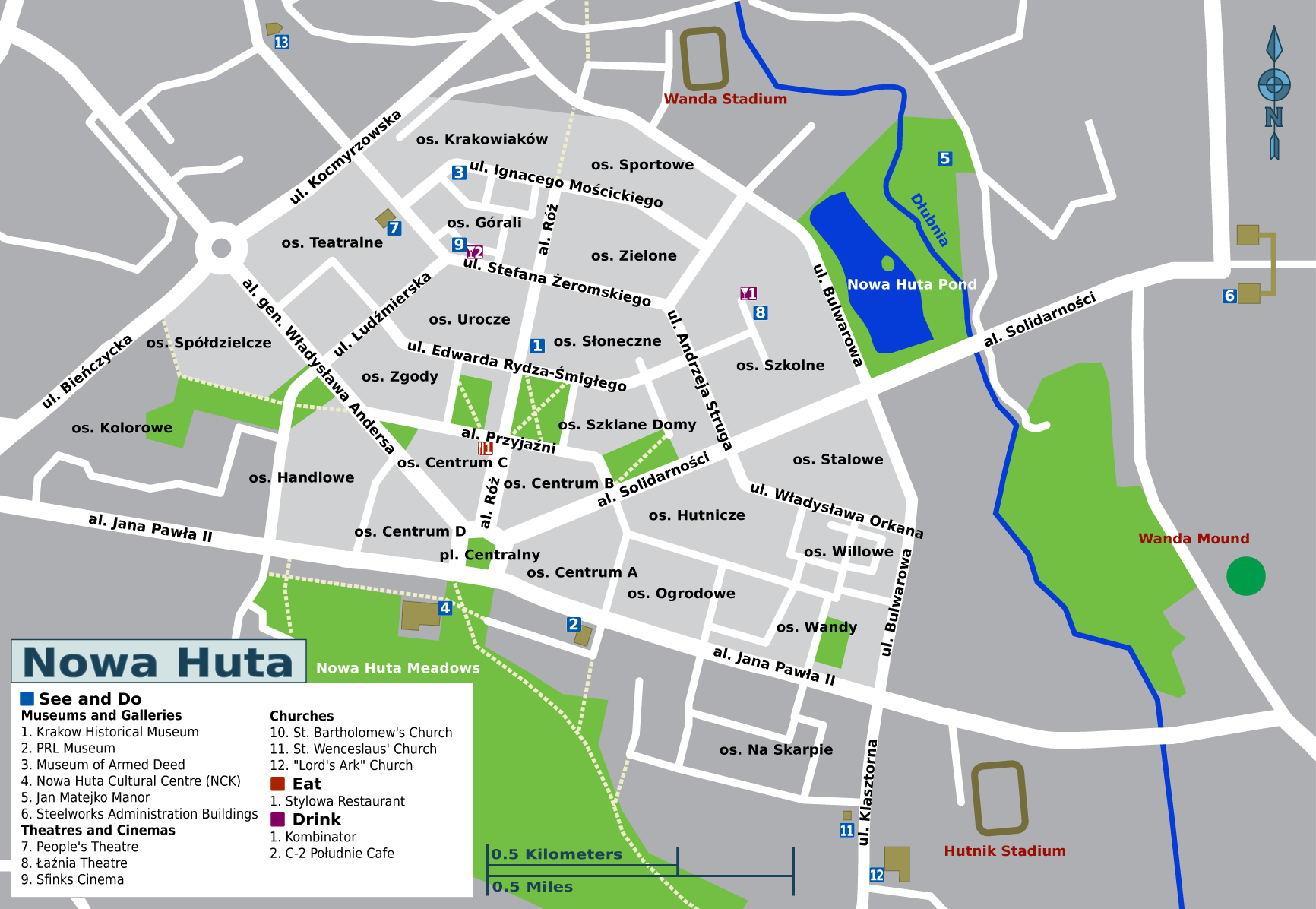
A fél nyolcszög és az öt ujj

Nowa Huta Krakkó legnagyobb és legnépesebb városrésze. Nevének jelentése: Új Kohó. A városközponttól keletre fekvő, kb. 225 000 fős munkásvárost 1949-ben egy acélmű létesítése miatt alapították, majd 1951-ben Krakkóhoz csatolták. Ennek ellenére lakói önálló, Krakkó többi részétől elkülönülő identitással rendelkeztek. A város adminisztratív határainak 1990-es újrarajzolásával Krakkót 18 kerületre osztották, így a tágabb értelemben vett Nowa Huta nem csak az azonos nevű XVIII. kerületet foglalta magába, hanem a szomszédos Czyżyny (XIV. kerület), Mistrzejowice (XV. ker.), Bieńczyce (XVI. ker.) és Wzgórza Krzesławickie (XVII. ker.) kerületek egyes részeit is, amelyek Nowa Huta kirajzásainak is tekinthetőek, és a felosztás után kerültek az adott városrészekhez. A nyugati szomszédkerület, Czyżyny egyfajta átmenetet képez Krakkó történelmi magja és Nowa Huta között.
2004. december 30-án a városrész egy jelentős részét műemlékké nyilvánították. Főleg olyan, az 1950-es években épült épületek kaptak védettséget, amelyek a korabeli szocialista építészet jellemzőit viselik magukon. 2013-ban felmerült annak a lehetősége, hogy a városrészt az Világörökség részévé nyilvánítsák.

## Története
A városrész területe már a neolitikum idején is lakott volt, a régészeti leletek a kelták és a szlávok egykori telepeire utalnak. A korai középkorban szláv törzsek népesítették be a környéket, ebből a korból származik a Wanda-halom (Kopiec Wandy) Wandának, Krak fejedelem lányának a halomsírja is. A 13. században egy ciszterci kolostor épült a városrész helyén álló Mogiła falucskában, amely a krakkói hívők kedvelt zarándokhelye volt. A Dłubnia folyó termékeny völgye kiváló lehetőséget biztosított az évszázadok során megtelepedő embereknek a földművelésre.
A középkorban a területen tucatnyi település létezett, amelyeknek az Odrowąż és a Gryfici családok birtokát képezték. Később a Wodzicki, a Czartoryski, a Mycielski és a Badeni családok tulajdonába kerületek az egyes területek, ezért több általuk épített kastély és templom is található Nowa Huta mai határain belül.
Az első világháborúig Nowa Hutától északra és keletre húzódott Ausztria-Magyarország és az Orosz Birodalom határa, ezért a terület stratégiailag is fontos volt, amelynek eredményeképpen az osztrákok egy erődrendszert és egy repülőteret is létrehoztak (Krakkó-Rakowice-Czyżyny repülőtér). Utóbbi helyén jelenleg a Lengyel Légi Közlekedési Múzeum működik.
A Visztula–Odera hadműveletet követően 1945-ben a kommunista hatóságok jelentős ellenállásba ütköztek a konzervatív hagyományokkal rendelkező krakkói polgári középosztály körében, amely egy 1946-os népszavazáson elsöprő többséggel elutasította a Lengyel Munkáspártot. Az 1950-1955 közötti hatéves terv előkészítésekor Sztálin tanácsára a Bolesław Bierut vezette kommunista hatalom elhatározta, hogy egy új acélművet épít, amely az ország iparosításához, urbanizációjához és modernizálásához fog hozzájárulni, illetve krakkói pozícióit is megerősíti. A tervek szerint új iparváros építését és benépesítését a régió alsó társadalmi rétegeiből, illetve paraszti sorból származó munkásokkal oldották meg. Az új város építése 1949-ben, Krakkó külterületén kezdődött el, többek között Mogiła, Pleszów és Krzesławice falvak államosított földterületein. Az építkezés ideológiai síkon is zajlott, hiszen egy új, szocialista társadalmat is létre akartak hozni, ezért Nowa Huta építése egyet jelentett a szocializmus építésével is. 1951-ben Nowa Hutát Krakkóhoz csatolták, majd egy évre rá megindult az első villamosjárat is a két település között.
A városrész alapításának az 1949-es évet tekintik, amikor az első lakóépületek elkészültek, majd egy évre rá a kohászati kombinát is felépült. A szükséges munkaerőt az egész ország területéről toborozták. A háború utáni vidéki szegénység elől Krakkóba és az ország többi nagy építkezésére özönlő fiatal munkások brigádokba szerveződtek, mozgalmukat pedig Szolgálat Lengyelországért (lengyelül: Służba Polsce) mozgalomnak nevezték. Az építők közül sokan le is telepedtek Nowa Hutában. A többi szocialista ország mintavárosaihoz hasonlóan (pl. Dunaújváros, Eisenhüttenstadt) Nowa Huta megtervezése és felépítése a szocialista ideológiát követte, alaprajzára a lúdtalp alakzat (franciául: patte d'oie) jellemző: egy fő térről több irányba ágaznak szét a főutak. Az első fázisban felépült és minőségileg jónak mondható lakónegyedek az 1930-as évek neoklasszicista építészetének jegyeit viselték magukon.
A város felépülése utáni éveket az optimizmus jellemezte: Nowa Huta lett az újjáépülő Lengyelország, a modernizáció és az iparosítás jelképe, amit az állami propaganda is előszeretettel közvetített az irodalom, a film és a zene segítségével. Ezek a kommunikációs csatornák azt sugallták, hogy az a fiatalság lehetőségeinek városa, ahol elszakadhatnak a vidéki elmaradottságtól és nyomortól, ahol tanulhatnak és családot alapíthatnak. Ennek ellenére hamarosan több kritika is megfogalmazódott a „szocialista paradicsommal” kapcsolatban. Sztálin 1953-as halála után, az 1956-os „enyhülés”, a Szovjetuniótól való nagyobb függetlenség és a reformok idején gyakran utaltak Nowa Hutára úgy mint a sztálinizmus és a „régi rend” termékére. Adam Ważyk Vers felnőtteknek (Poemat dla dorosłych) című 1955-ös művében a Nowa Hutában tapasztalható rossz munkakörülményekről és életszínvonalról írt, a városrész lakóit pedig műveletlenként és rossz erkölcsűként jellemezte. Ważyk költeménye mellett Ryszard Kapuściński újságíró riportja (Ez is az igazság Nowa Hutáról; To też jest prawda o Nowej Hucie) is visszhangra talált, mivel a súlyos lakáshiányról, a burjánzó prostitúcióról, a szabadidős és szórakozási lehetőségek hiányáról, a korrupcióról és a dolgozók érdekeinek elhanyagolásáról szólt.
A szocialista mintavárost szovjet hatásra Krakkó központjától keletre tervezték, hogy könnyebben elérjék az Ukrajnához és a Szovjetunióhoz kapcsolódó közlekedési hálózatokat. Ezzel szemben a lengyel hatalom inkább a sziléziai bányavidékhez helyezte volna közelebb. Az építkezés költségeihez a szovjetek 450 millió dollárral járultak hozzá.
Bár az épülő és virágzó szocializmust kellett volna megtestesítenie, Nowa Huta mégis az kommunistaellenes mozgalmak egyik fellegvárává vált. Az első ilyen eseményre 1960-ban került sor, amikor a városrészben megkezdődött a Harc a keresztért (Walka o krzyż) néven elhíresült eseménysorozat. A szocialista mintavárosba a hatalom nem épített templomot, ezért a katolikus hívek a mogiłai ciszterci apátságba és a városrészbe beolvasztott falvak régi templomaiba jártak, azonban egyre nőtt a lakosságnak az új lakótelepeken épített templomok iránti igénye. Az 1956-os enyhülés után 1957-ben a kormány engedélyt adott egy új templom építésére, amelynek jövőbeli helyszínére egy fakereszt került. Azonban egy évvel később a hatóságok megváltoztatták döntésüket, és a telken egy iskola építésére adtak engedélyt. 1960. április 27-én a helyi lakosok megakadályozták, hogy a keresztet eltávolítsák. Az 5000 fős tömeg összecsapott a rohamrendőrséggel (ZOMO), kb. 500 tüntetőt letartóztattak, sokan megsérültek, egyes források szerint halálos áldozatok is voltak. A kereszt a helyén maradt, és 1965-ben egy új telket jelöltek ki templomépítés céljából. A bürokratikus akadályok ellenére az új telken megépülő Isten bárkája-templom a szocialista rendszerrel szembeni ellenállás szimbóluma lett. Az 1977-ben Karol Wojtyła bíboros által Szűz Máriának, Lengyelország királynőjének tiszteletére felszentelt templomot a hívek adományából és közmunkából 10 év alatt építették fel. A templom formája az Araráton megfeneklett Noé bárkájához hasonlít. Wojciech Pietrzyk tervező számára Le Corbusier ronchamp-i Magasságos Miasszonyunk kápolnája szolgált mintául. Az orgona építését Jan Jargoń, a Krakkói Zeneakadémia professzora vezette.
A keresztért folyó harcot követően viszonylag nyugalmas évek következtek Nowa Huta történetében, annak ellenére, hogy az országban több sztrájk is lezajlott (1968-ban, 1970-ben és 1976-ban). Ezek az események alig érintették a városrészt. Az 1968-as diáktüntetések idején például az acélgyár dolgozói acélkábelekkel felfegyverkezve léptek fel a krakkói tüntetők ellen.
A városrész központi utcáján, az Aleja Róż-on 1973. április 28-án leplezték le az országszerte ismert Lenin-szobrot, amely 1979-ben rongálás áldozata lett, majd 1989-ben több ezer tüntető lerombolt.
Az 1970-es évek számítottak a gazdaságilag legeredményesebb évtizednek, amikor az acélgyártás növekedése jótékony hatással volt a munkások foglalkoztatására és életszínvonalára is. Az 1980-as áremelések azonban igen érzékenyen érintették a lakosságot, amely országszerte sztrájkokhoz vezetett. Az áremelések csak egy részét képezték a tüntetők sérelmeinek, akik szabad szakszervezeteket, a cenzúra lazulását, nagyobb vallásszabadságot és a politikai foglyok szabadon bocsátását is követelték. Ekkor jött létre a Szolidaritás is, amely a gdański kikötőből indulva az egész országra kiterjesztette hálózatát, így hamarosan a Nowa Huta munkásai is megalakították a mintegy 37 000 fős tagszervezetüket. Az 1981-es hadiállapot bevezetéséekor a Szolidaritásnak 10 milliós taglétszáma volt. Az események kezdetekor a Lenin Acélművek nagyjából 10 000 munkása is sztrájkba lépett. 1981. december 15-én a gyárat tankok vették körül, és 2000 katonát vetettek be a tüntetés ellen. Másnap 2000 munkásnak felmondtak, és december folyamán 38 személyt tartóztattak le Nowa Hutában. Ezt követően gyakoribbá váltak a gyári munkabeszüntetések és demonstrációk, amelyek átterjedtek városrész utcáira is. A tüntetők egyik fő gyülekezőpontja a bárkatemplom volt, amit a szocializmus elleni harc egyik szimbólumának tekintettek. A hadiállapotnak 1983. július 22-én lett vége, ami a sztrájkok időszakos megszűnéséhez vezetett, azonban 1986 és 1987 között a romló gazdasági állapotok miatt újabb tüntetéshullám tört ki.
1988 tavaszán több sztrájkot is szerveztek az acélművek dolgozói, akiknek soraiban több Szolidaritás-tag is volt. Megfogalmazott követeléseik között több pont is akadt, ami a későbbi, a szakszervezetek és a kormány közötti 1989-es kerekasztal tárgyalások alapját képezték. Ezek az események fokozatosan vezettek az első szabad választások megrendezéséhez, és a lengyelországi rendszerváltáshoz is.
A szocializmus bukása után a korábbi rendszerhez köthető utca- és intézményneveket megváltoztatták, többek között II. János Pálról és Ronald Reaganról is utcát, illetve teret neveztek el.
Mind a mai napig bizonyos szembenállás érezhető az intellektuális Krakkó és a munkás Nowa Huta lakói között. A Krakkó belvárosával való jó összeköttetése ellenére a Nowa Huta-i lakosok csak nagyon ritkán látogatnak el a városba. Ez annak is köszönhető, hogy a városrészt különálló városként tervezték, így jól kiépített saját intézményhálózattal rendelkezik. Ugyanakkor a régi krakkói kerületekben élők körében az 1950-es évekhez hasonlóan napjainkban is igen kétes Nowa Huta megítélése: ezt a kerületet gyakran a bűnözéssel, főleg a futballhuliganizmussal azonosítják. Ennek ellenére a bűnözési statisztikák hasonlóak a többi kerületekben is, sőt más városrészek sokkal rosszabb mutatókkal rendelkeznek (pl. kutatások kimutatták, hogy Krakkó belvárosában történik a legtöbb bűncselekmény). A városrész megbélyegzéséhez nagyban hozzájárultak az ingatlanok, szolgáltatások és javak alacsony árai. Az 1990-es évek átalakulása során sokan munkanélküliek lettek, azonban a 2000-es évek újra fellendülést hoztak a gazdasági életben.

## Gazdaság
Nowa Huta gazdasági életét a közelmúltban az acélművek határozták meg, a rendszerváltás óta azonban a korábban több tízezer embert foglalkoztató gyár fokozatosan leépült. A munkanélkülivé vált egykori dolgozók új munkahelyekre kerültek, főleg kis- és közepes vállalkozások keretein belül dolgoztak tovább.
A 2000-es években fellendült a turizmus egyik ágazata, amely a szocialista múlt iránt érdeklődőknek kínál városnézési lehetőséget, illetve állandó kiállításokon keresztül mutatja be az egykori munkásvárost.
2013-ban a város és a vajdaság vezetése új stratégiát dolgozott ki a városrész gazdasági fellendítésére, amely egy 5500 hektáros terület átépítését. A helyi hatóságok és az Európai Unió által is finanszírozott, 4 milliárd złoty értékű beruházásban a jövőben egy ipari park, szabadtéri kulturális központ, termálfürdő épülne.
A tervek szerint az S7-es autóút (Lengyelország) krakkói szakasza Nowa Hután keresztül vezetne, ami jelentős beruházásokkal járna.

### Acélművek

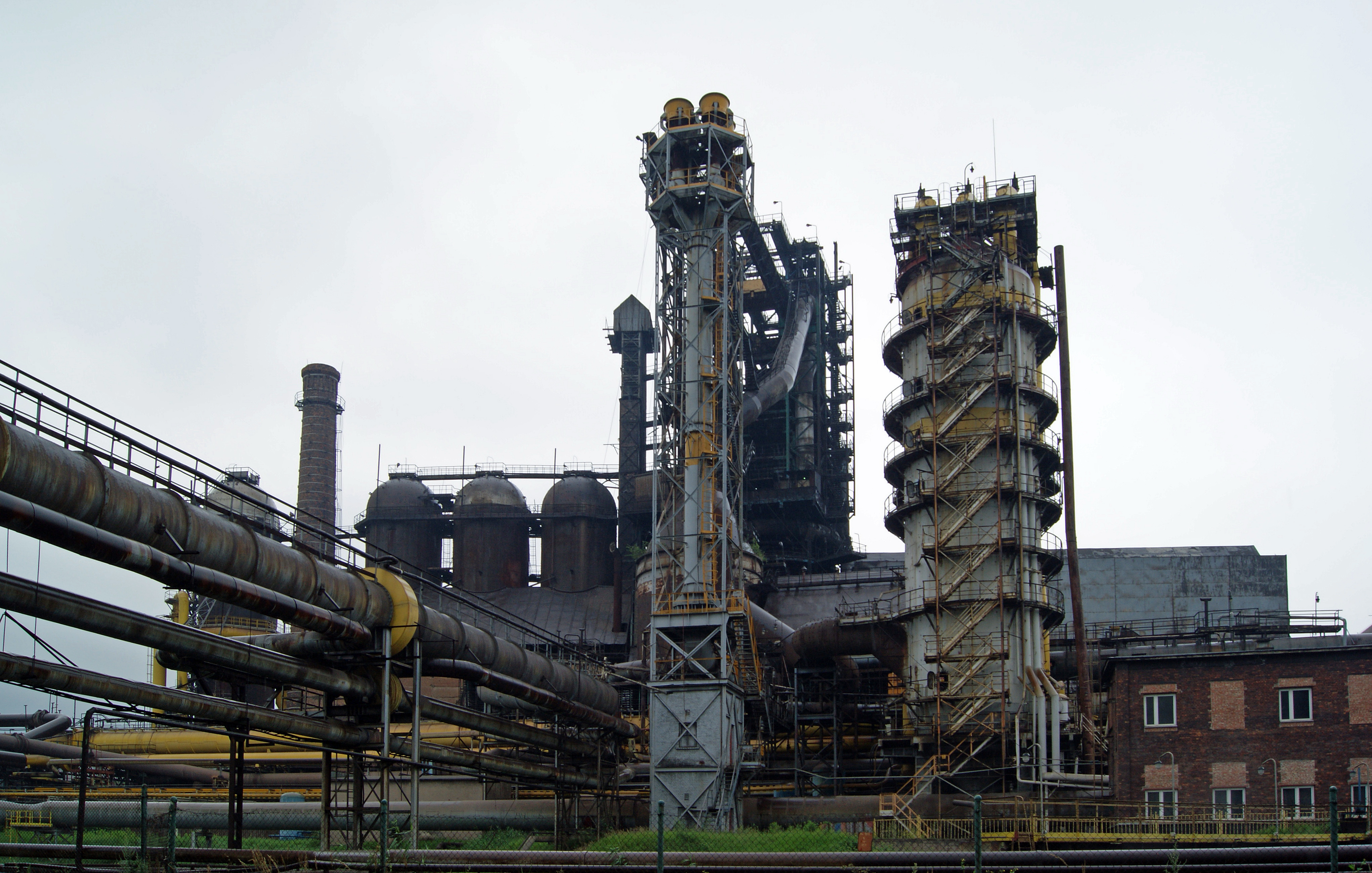
Az egykori Lenin Acélművek egy része

A Nowa Huta-i acélipari kombinát, Lengyelország egyik legnagyobb ilyen jellegű létesítménye ma is működik, és még mindig a városrész legnagyobb munkaadójának számít. A gyárat hivatalosan 1954. július 21-én nyitották meg Lenin Acélművek (Huta im. Lenina) néven, építése azonban jóval korábban megkezdődött. A létesítmény az ország legnagyobb acélgyártója volt, 1978-ban elérte az évi 6,5 millió tonnás termelési átlagot. A gyár akkori területe közel 10 km² volt (jelenleg 750 hektár), és a több száz egységben az acélgyártás teljes folyamatát el tudták végezni. Emellett a munkások számára egészségügyi és vendéglátóipari egységeket is létrehoztak az üzem területén. 1978-ban, működésének csúcsán az acélipari kombinát Nowa Huta lakosságának több mint 1/6-át, közel 40 000 főt foglalkoztatott, és alkalmazottainak teljes körű ellátást biztosított.
Az 1989-es politikai változások a gazdasági és társadalmi életre is hatással voltak: 1991-ben a gyárat Tadeusz Sendzimir Acélművekre (Huta im. T. Sendzimira) nevezték át, majd megkezdték a privatizációs eljárást. Ennek következtében átszervezték az üzemet, és az 1990-es 27 000 fős alkalmazotti létszámot 1994-re 17 630-ra csökkentették. 2004-ben, több más lengyel acélművel együtt az Arcelor Mittal multinacionális vállalat felvásárolta a gyárat. A modernizált üzemben 2011-ben kb. 4000 alkalmazott dolgozott.
Míg a kommunizmus kezdetén az acélművek az iparosítás és az ország modernizációs folyamatát jelképezték, a dolgozók pedig az új szocialista ember ideálját testesítették meg, addig egy generációval később a gyár az ellenzék egyik jelentős bázisává lett. A munkások kb. 97%-a a Szolidaritás tagja volt, és az 1980-as években gyakran részt vett az utcai tüntetéseken.

## Kultúra

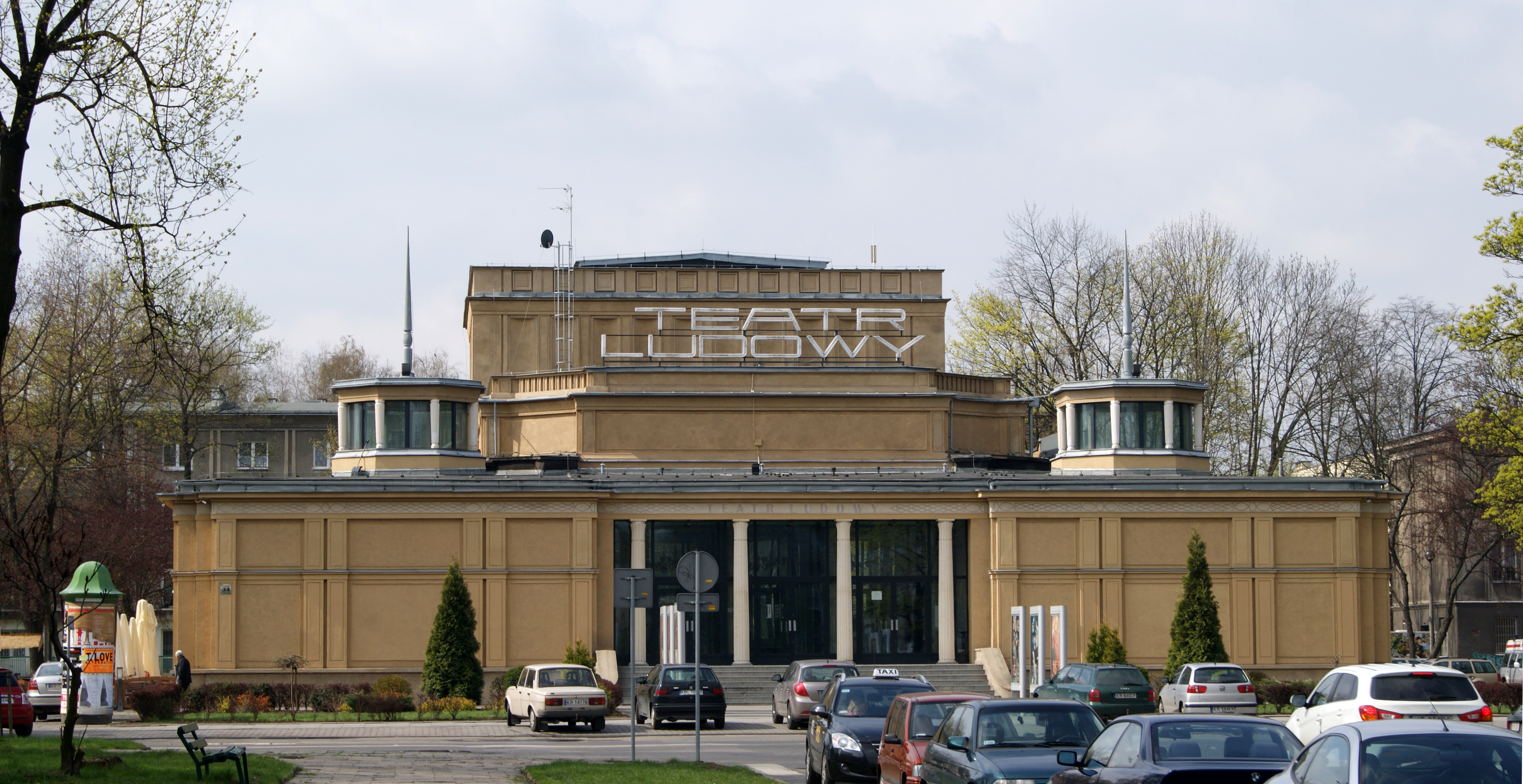
A Népszínház (Teatr Ludowy)

Az 50-es években számos kulturális intézmény létesült a városrész területén, amelyek a munkásosztály szocialista nevelését voltak hivatottak biztosítani. Így színházak, mozik, kultúrotthonok és múzeumok épültek, amelyek közül sok még ma is működik. Ezek közül a legfontosabb az 1955-ben megnyitott Teatr Ludowy (Népszínház), amely a hamarosan a város legfőbb avantgárd színpadává vált. Mindez olyan neves művészeknek volt köszönhető mint Józef Szajna, Tadeusz Kantor, Lidia Zamkow vagy Krystyna Zachwatowicz. A 2005-ben alapított Teatr Łaźnia Nowa Krakkó egyik legfiatalabb színháza.
A városrész legfontosabb múzeumai a Krakkói Várostörténeti Múzeum kihelyezett részlegeként működő Nowa Huta-i Történeti Múzeum (Muzeum Historyczne Miasta Krakowa
- Dzieje Nowej Huty), a Lengyel Népköztársaság Múzeuma (Muzeum PRL-u), a Lengyel Légi Közlekedési Múzeum (Muzeum Lotnictwa Polskiego), Nowa Huta-i Hadtörténeti Múzeum (Muzeum Czynu Zbrojnego w Nowej Hucie) Nowa Huta több művészeti- és filmfesztiválnak is otthont adott az évek során.
A városrész kulturális és gazdasági életének egyik új szegmense a szocialista örökség kapitalizálása. Utazási irodák városnéző túrákat szerveznek, amelyeken a múlt rendszer építészetét, az ipari létesítményeket és a korabeli kultúrát, életmódot lehet megismerni. Számos kulturális egyesület foglalkozik a szocialista kulturális örökség megőrzésével, kiállításokon való bemutatásával.

### Nowa Huta a művészetekben
Nowa Huta számos művészeti ág képviselőjét megihlette. A szocialista realizmus alkotásai mellett az ellenzéki művészek is gyakran megjelenítették a munkásváros történetét, mindennapjait. A lengyel filmművészet egyik jeles képviselője, Andrzej Wajda a A márványember című alkotásában egy sztahanovista munkás történetén keresztül Nowa Huta építésének történetébe is betekintést nyújt. Jerzy Zarzycki 1957-es Zagubione uczucia (Elveszett érzések) című drámája, Jerzy Gruza Przeprowadzka című 1982-es filmjének, illetve Petr Zelenka 2008-as Bracia Karamazow (A Karamazov testvérek) című alkotásának egyes jeleneteit is Nowa Hutában forgatták.

## Vallás
A városrész lakóinak legnagyobb hányada római katolikus vallású, azonban protestáns egyházak is jelen vannak Nowa Hutában. A pünkösdisták, adventisták és a Jehova Tanúi is imaházakat működtetnek a kerületben.

### Főbb szakrális építmények
1949 előtt:
- Szűz Mária Mennybemenetele és Szent Vencel-templom és a mogiłai ciszterci apátság[48]
- Úr Születése és Szent Bertalan-templom (Mogiła)[49][50]
- Nagy Szent Gergely-templom (Ruszcza)[51]
- Szent Vince és az Istenszülő Születése-templom (Pleszów)[52]
- Mindenszentek-templom (Górka Kościelnicka))[53]
- Keresztelő Szent János-templom (Krzesławice)[54]
- Szent Júdás Taddeus-templom (Czyżyny)[55]
- Częstochowai Istenanya-kápolna (Lasek Mogilski, Mogiła)[56]

1949 után:
- Isten Anyja, Lengyelország Királynője-templom
(népszerű nevén: Isten bárkája-templom)[57]
- Jézus Szent Szíve-templom[58]
- Częstochowai Istenanya és Kadłubek Boldog Vince-templom[59]
- Szent Maximilian Kolbe-templom (Mistrzejowice)[60]
- Szent József-templom (Bieńczyce)[61]
- Szent Albert testvér-templom (Czyżyny)[62]
- Isteni Kegyelem-templom (Wzgórza Krzesławickie)[63]

### Temetkezési helyek
- Wanda-halom (Kopiec Wandy)
- Egykori evangélikus temető (Łuczanowice)
- Mogiłai temető
- Mogiłai 390. sz. katonai temető
- Mogiłai 393. sz. katonai temető

## Emlékművek
Nowa Huta területén számos emlékmű, emléktábla és szobor állít emléket a városrészhez köthető személyeknek és eseményeknek. A szocializmus idején Leninnek a központi sugárúton álló szobra volt a legfontosabb művészeti alkotás, az 1989-es változások után azonban a Szolidaritásra, az ellenállási mozgalmakra emlékező alkotások kerültek túlsúlyba.
- Lenin-szobor a Rózsák útján (Aleja Róż)(1973-1989 között)[25]
- Szolidaritás emlékmű a Ronald Reagan téren
- Franciszek Dąbrowski parancsnok emlékműve (Ujastek utca)
- Władysław Sikorski szobra a Műszaki Középiskola (Zespół Szkół Mechanicznych nr 3) előtt
- Bogdan Włosik[64] emlékműve az Isten bárkája-templom előtt
- II. János Pál pápa szobra (Mogiłai kolostor)
- II. János Pál pápa szobra az Isten bárkája-templom előtt
- II. János Pál pápa szobra a Szent Maximilian Kolbe-templom előtt
- Jan Kochanowski emlékműve (Złotego Wieku-lakótelep)
- Wojciech Bogusławski emlékműve (Wacław Sieroszewski utca)
- A grębałówi sortűz áldozatainak emlékműve (Na Wzgórzach-lakótelep)
- A krzesławicei sortűz áldozatainak emlékműve (Krzesławice)
- A krzesławicei erődben végrehajtott kivégzések áldozatainak emlékműve (Krzesławicei erőd)
- Jerzy Popiełuszko emlékműve (Częstochowai Istenanya és Kadłubek Boldog Vince-templom előtt)
- Jerzy Popiełuszko szobra (Mogiłai kolostor)[65]
- A hadiállapot idején működő ellenálló sajtó emlékműve (Częstochowai Istenanya és Kadłubek Boldog Vince-templom előtt)
- A Szolidaritás 25. évfordulójának emlékműve (Częstochowai Istenanya és Kadłubek Boldog Vince-templom előtt)
- Emlékkereszt az 1960-as események emlékére (Harc a keresztért) (Teatralne-lakótelep)
- Stefan Żeromski emlékműve a róla elnevezett kórházon (Na Skarpie-lakótelep)

## Közlekedés

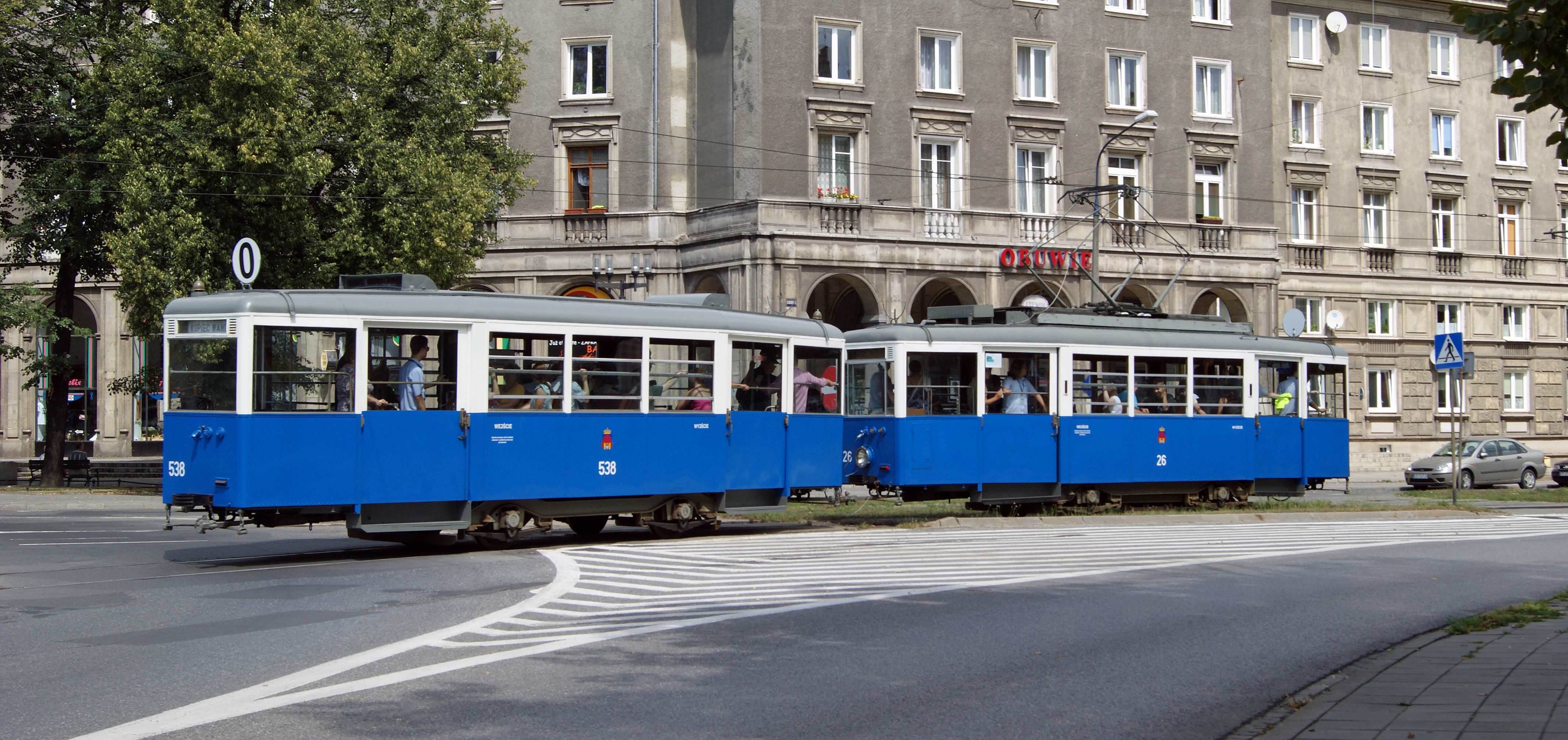
Konstal N típusú villamos Nowa Huta központjában

Nowa Hutát és Krakkó belvárosát villamos és autóbuszjáratok kötik össze.
- Nowa Hutát érintő villamosjáratok: 1, 4, 6, 10, 16, 14, 21, 22, 52, 77
  - Éjszakai villamosjáratok: 62, 64

A tervek szerint a városrészen keresztül haladna az S7-es autóút, illetve Krakkó legkülső körgyűrűje is, amelynek nagy részét az A4-es autópálya egyik szakasza alkotja.
A vasút vonala érinti ugyan Nowa Hutát, de állomás nem működik a városrészen belül.

## Környezet

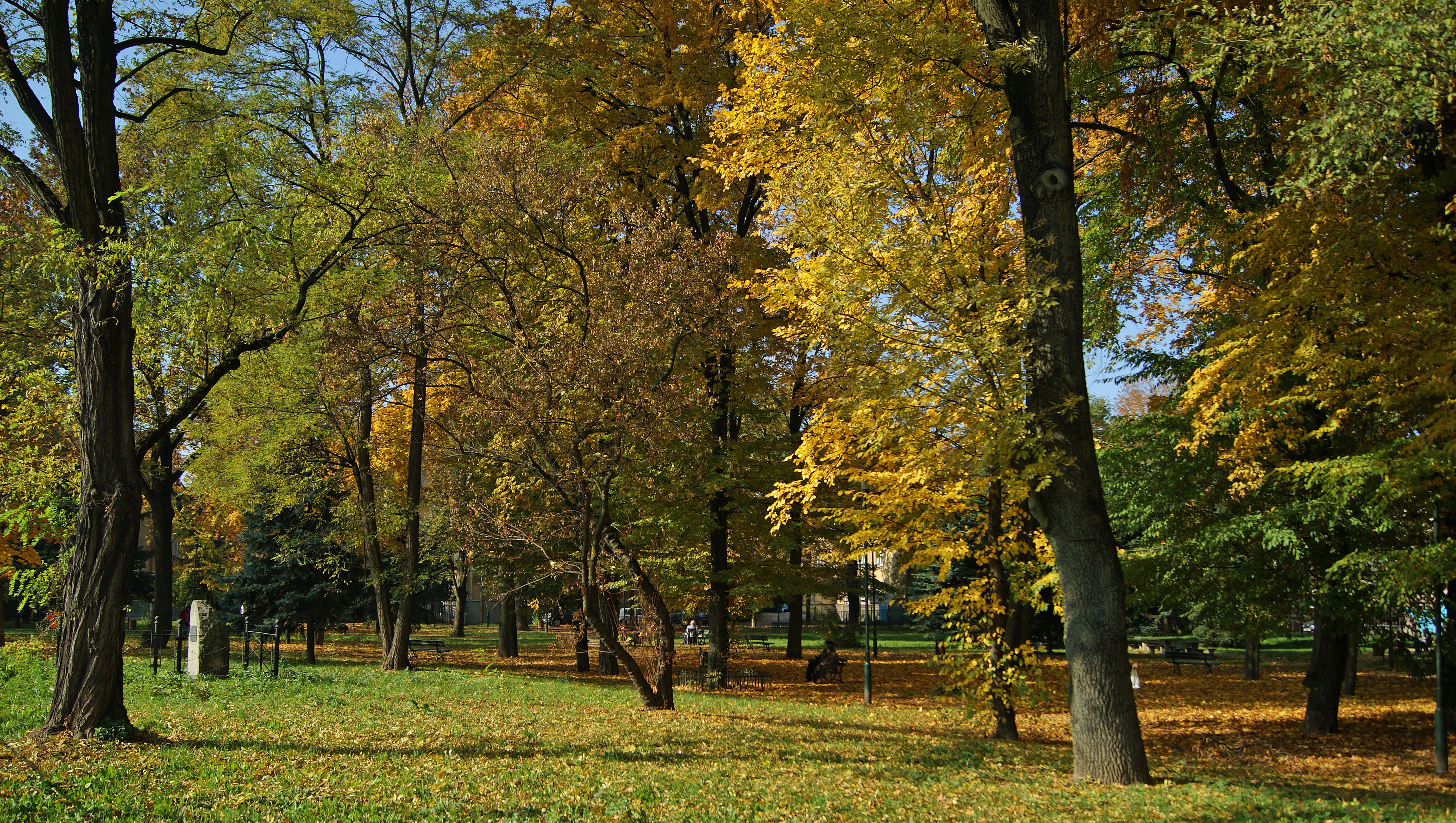
A Młodości-telep parkja Mogiłaban

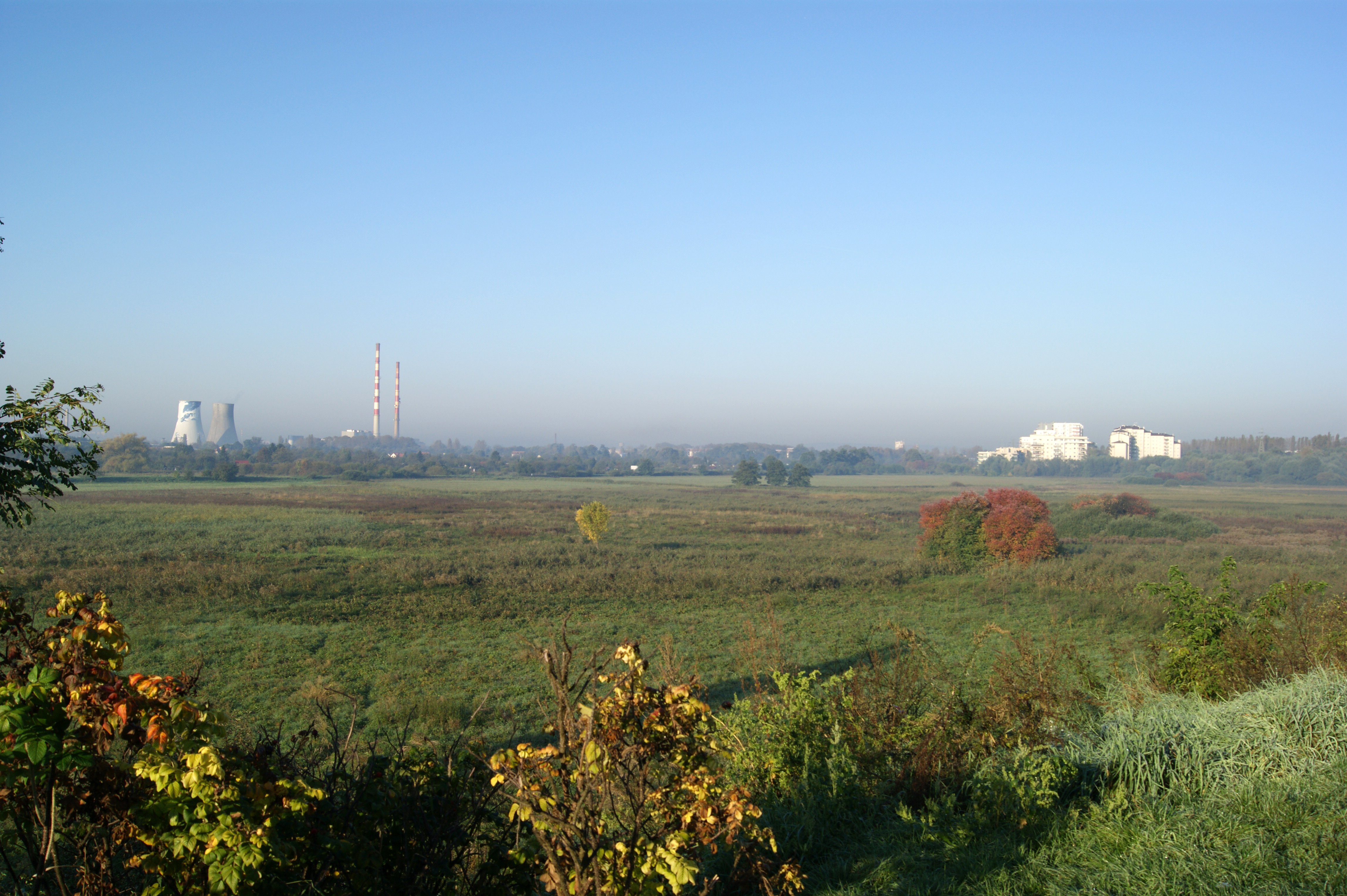
Városszéli rétek (Łąki Nowohuckie)

A városrész egykoron az ország egyik legszennyezettebb területe volt. Ez azonban az acélipari tevékenység csökkenésével és számos revitalizációs program megvalúsulásával fokozatosan csökkent. Nowa Huta egyre élhetőbb és környezetbarátabb lett az új kerékpárutak létesítésével, a rétek ritka állat- és növényvilágának védelmével, a turistaútvonalak kiépítésével.

### Parkok és zöldövezetek
A tavaszi és nyári időszakban Nowa Huta Krakkó egyik legzöldebb városrésze, számos park és zöldövezet áll a lakók és a látogatók rendelkezésére.
Főbb parkok és zöldövezetek:
- Park Tysiąclecia (Millenium-park)
- Park Lotników Polskich (Lengyel Pilóták parkja) (Czyżyny)
- Szwedzki-park
- Ratuszowy-park
- Planty Bieńczyckie-park
- Ogród Doświadczeń im. Stanisława Lema (Stanisław Lem oktatókert)
- Łąki Nowohuckie (városszéli rétek)
- Lasek Mogilski (Mogiłai liget)

## Sport
Nowa Hutában számos sportolási lehetőség áll a lakók rendelkezésre. A városrész legismertebb sportklubja a Hutnik Nowa Huta, amelynek labdarúgó csapata az 1995/96-os idényben a 3. helyen végzett a lengyel labdarúgó-bajnokságban, és így az UEFA-kupában is indulhatott.
Más sportágak is jelen vannak Nowa Hutában, így a Wanda Kraków keretein belül többek között labdarúgó-, röplabda- és salakmotor-szakosztály is működik.
2009-ben nyitotta meg kapuit a városrészben egy modern sport- és szabadidőközpont, a Com-Com Zone.

## Galéria

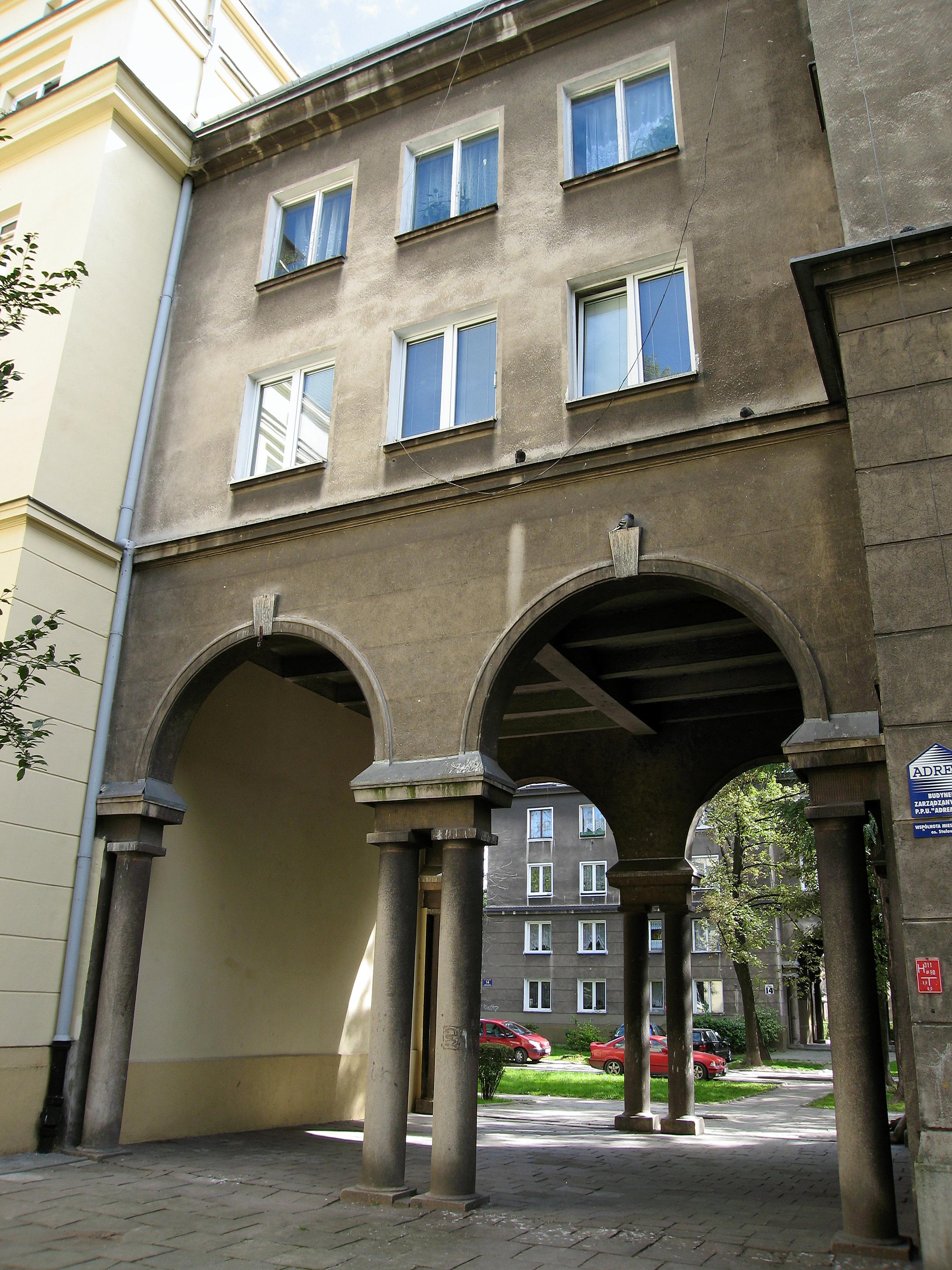
Az 50-es évek építészete
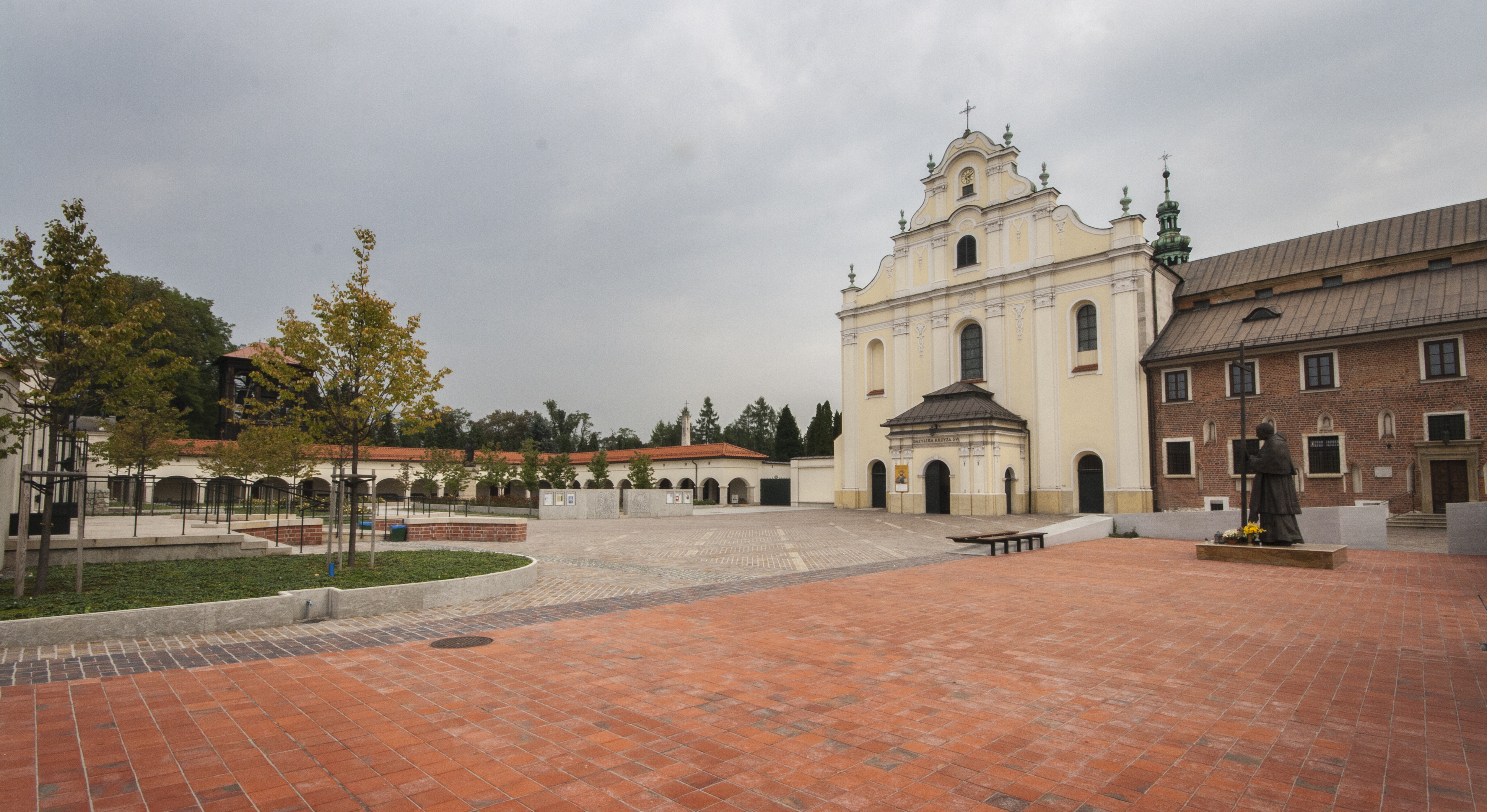
A mogiłai ciszterci kolostor
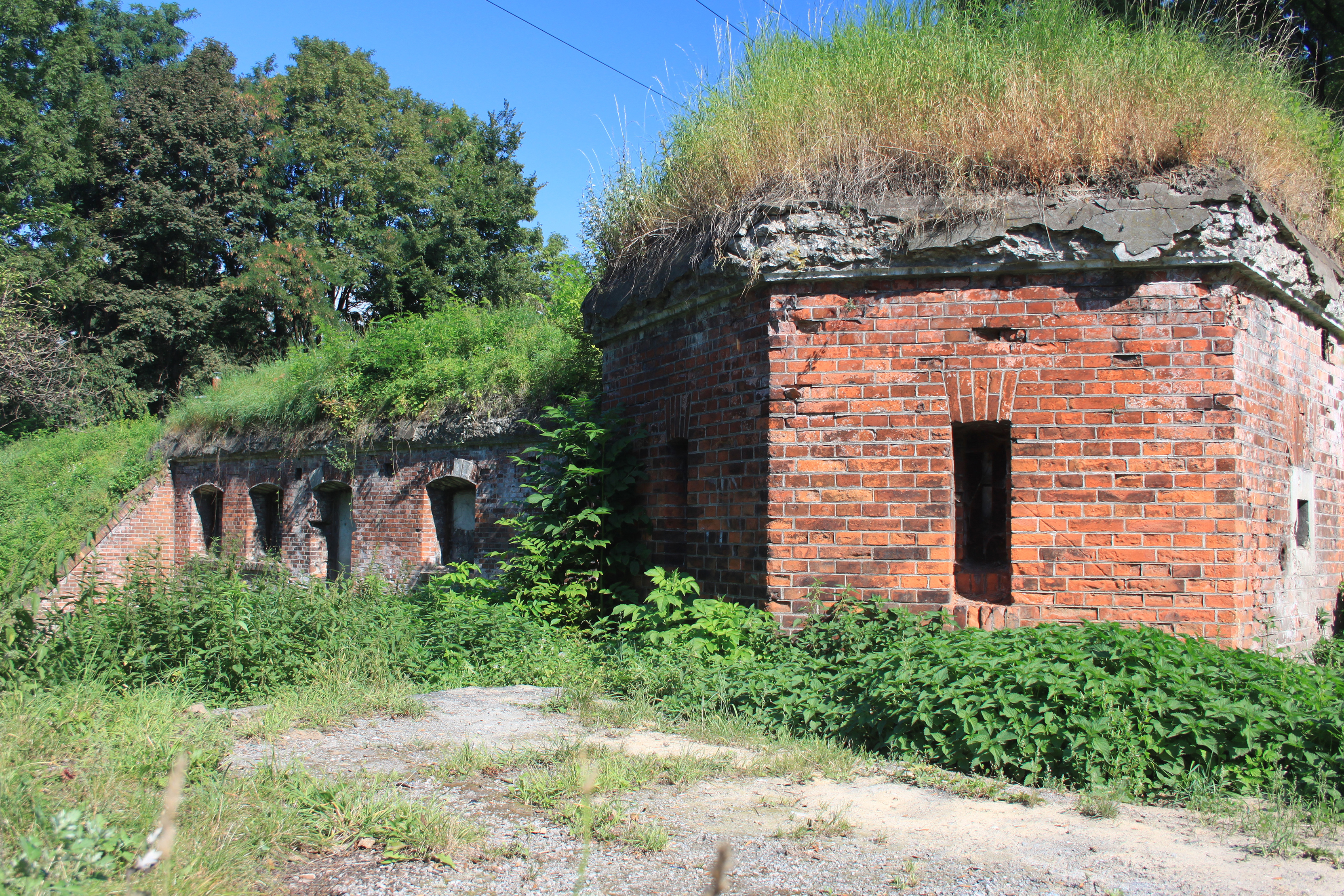
A mogiłai erődítmény maradványai
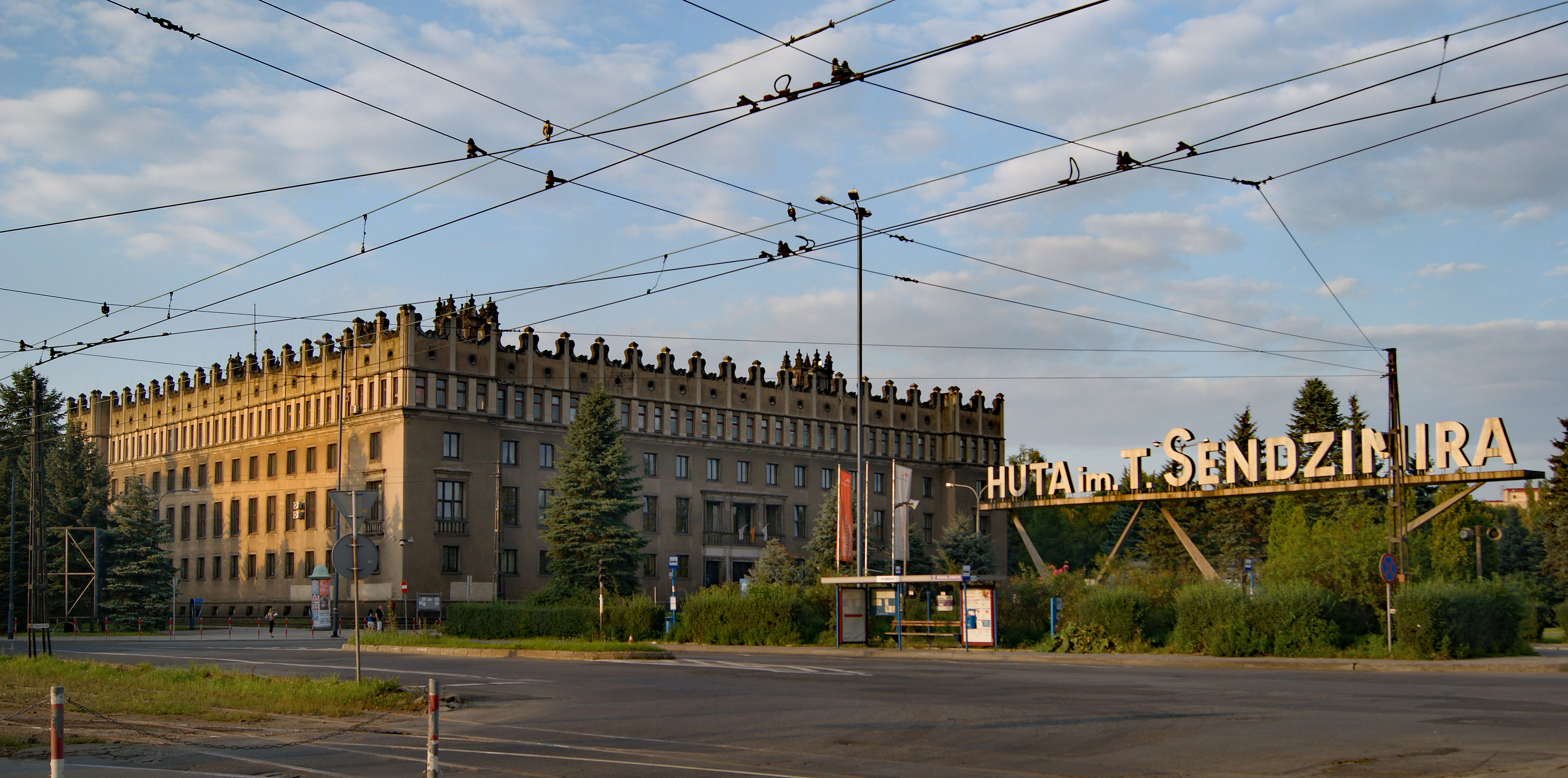
A kohó főépülete
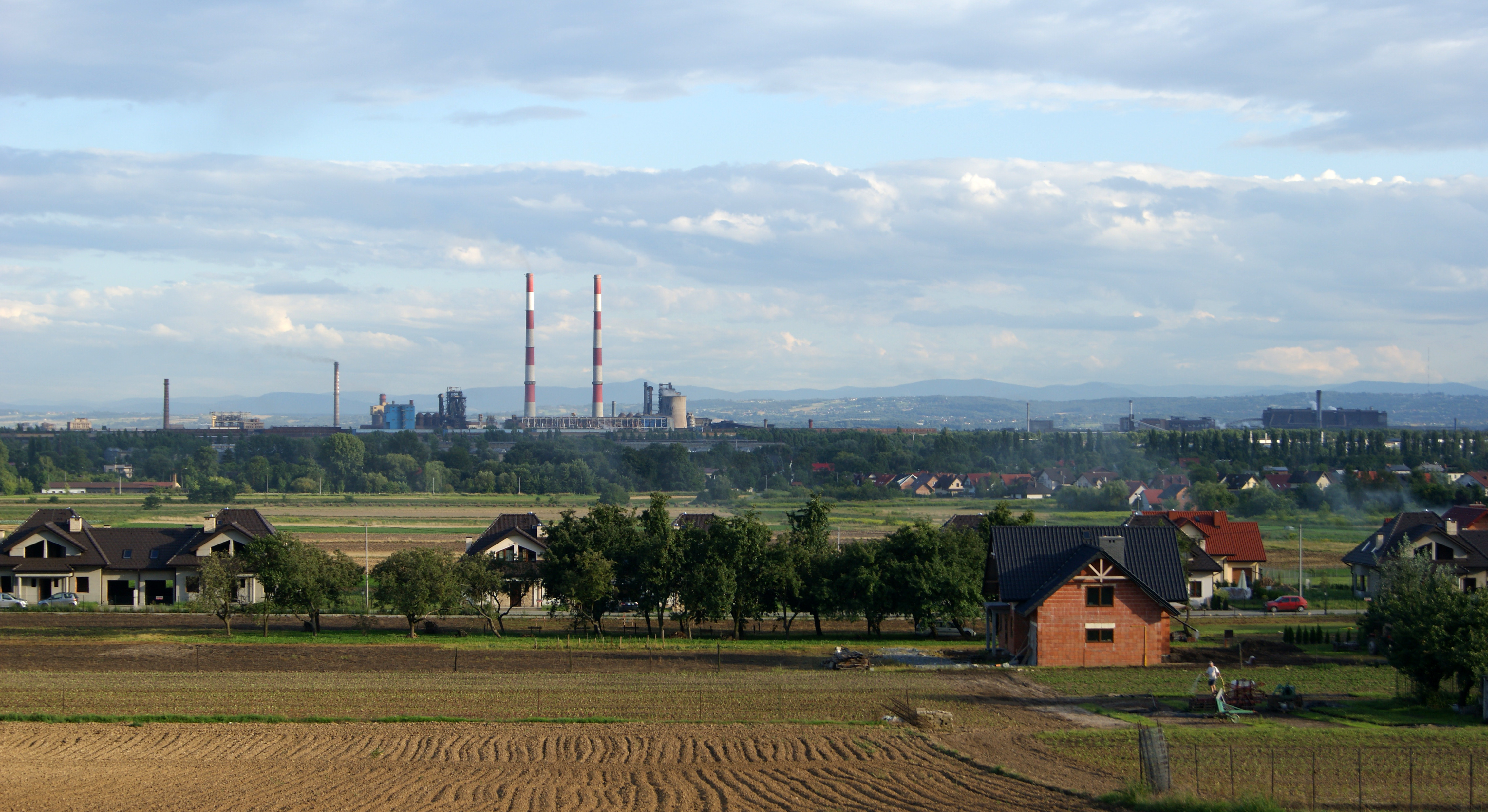
Látkép az acélművel
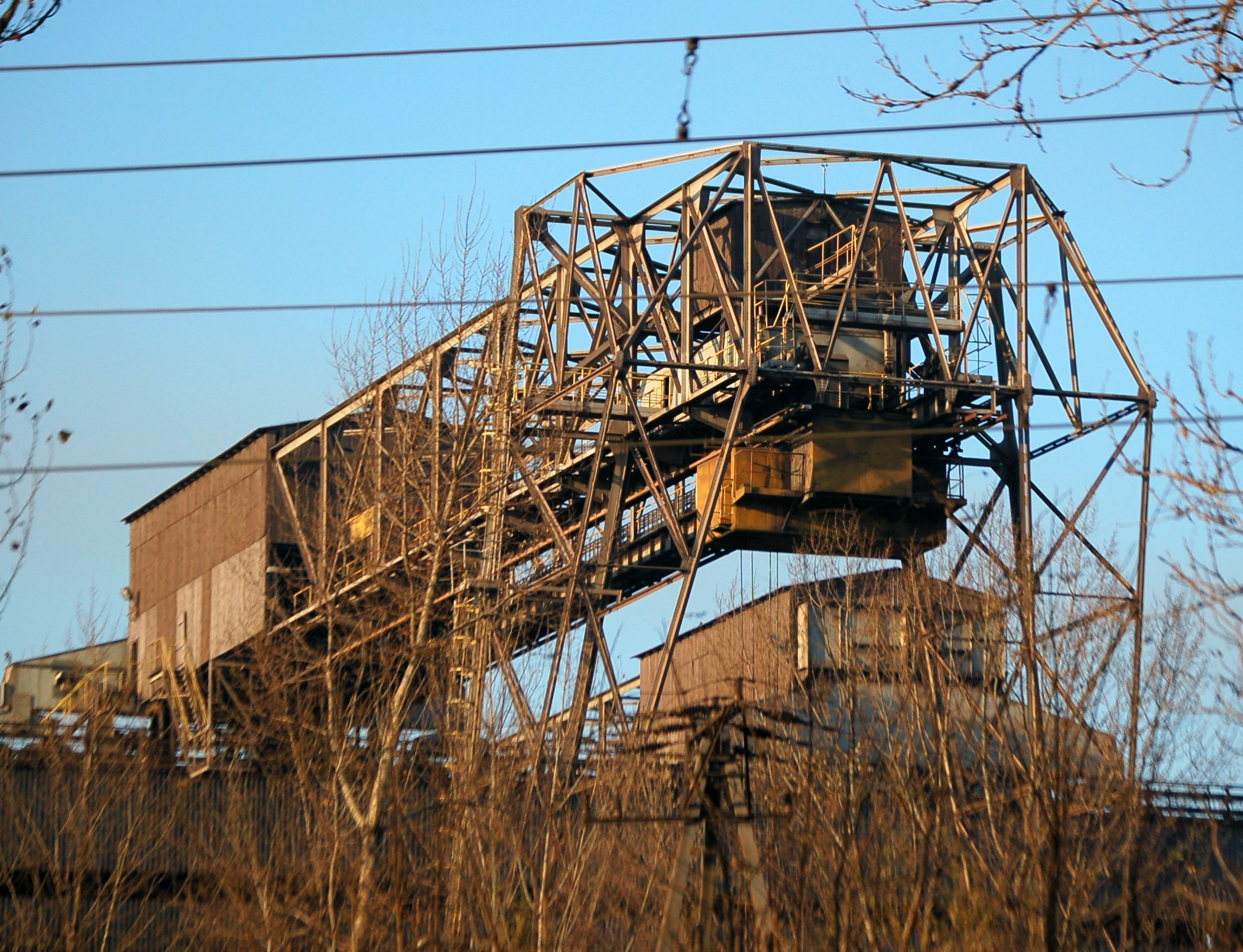
Egykori gyártelepi daru
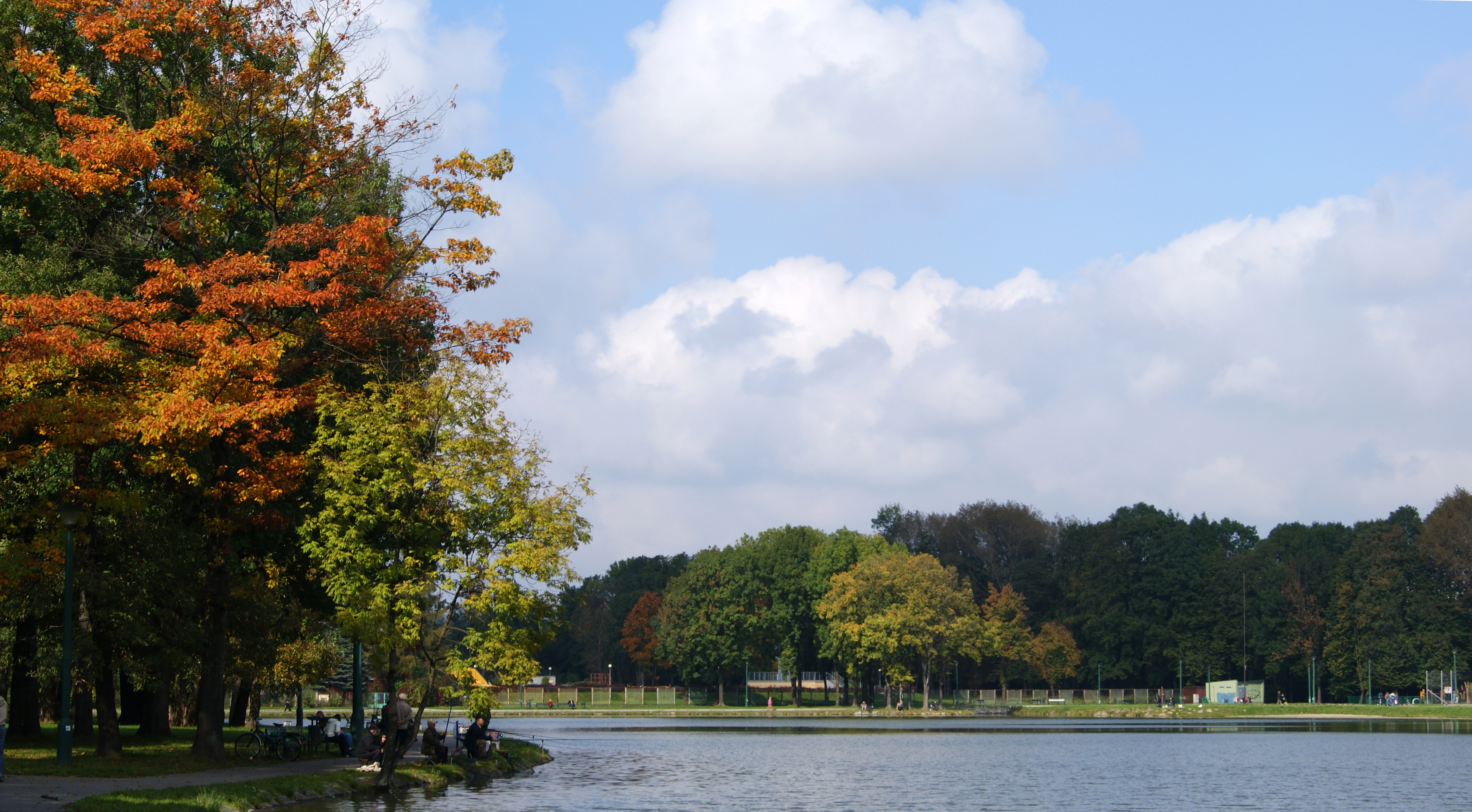
A Nowa Huta-i tó
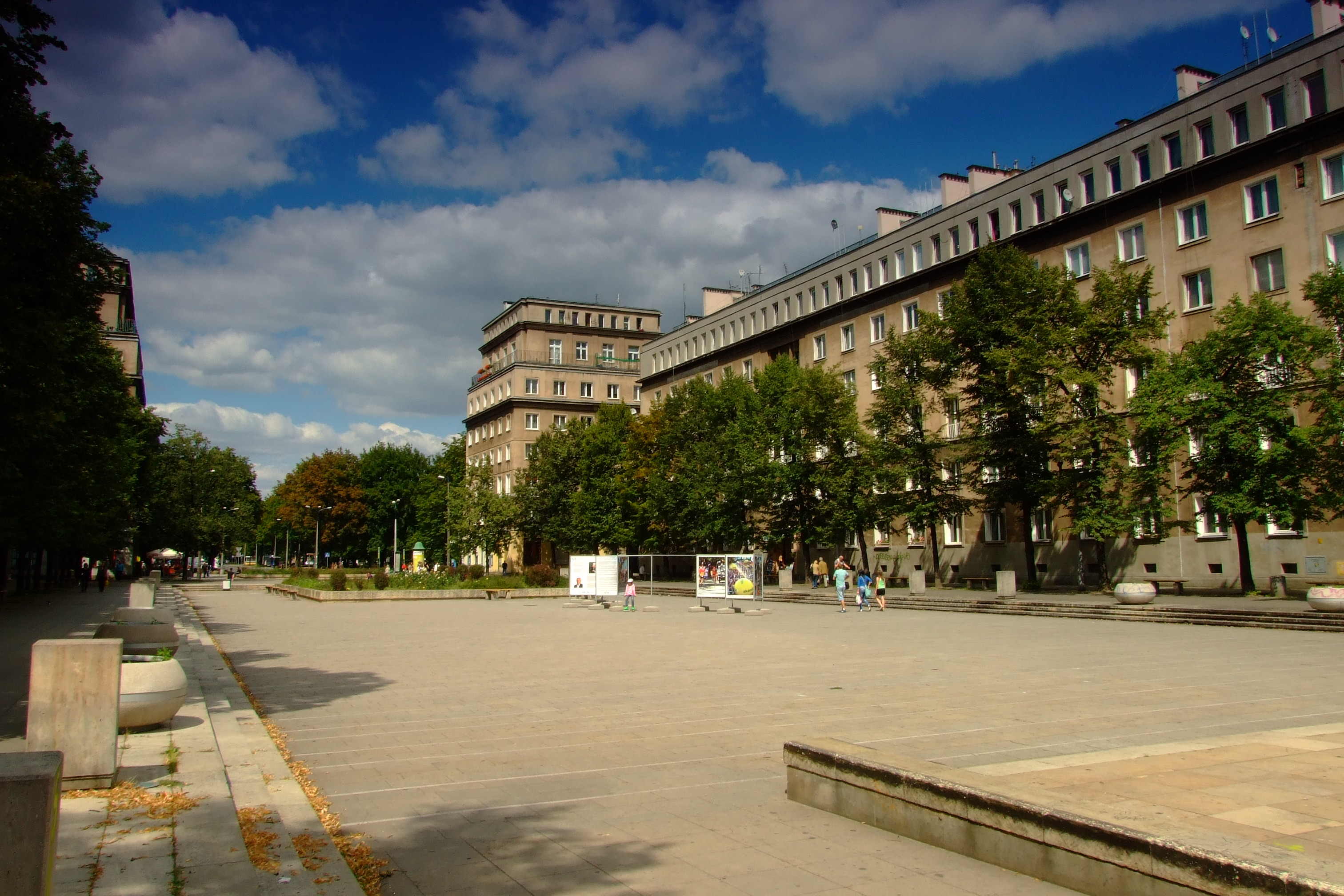
A Rózsák útja (Aleja Róż)
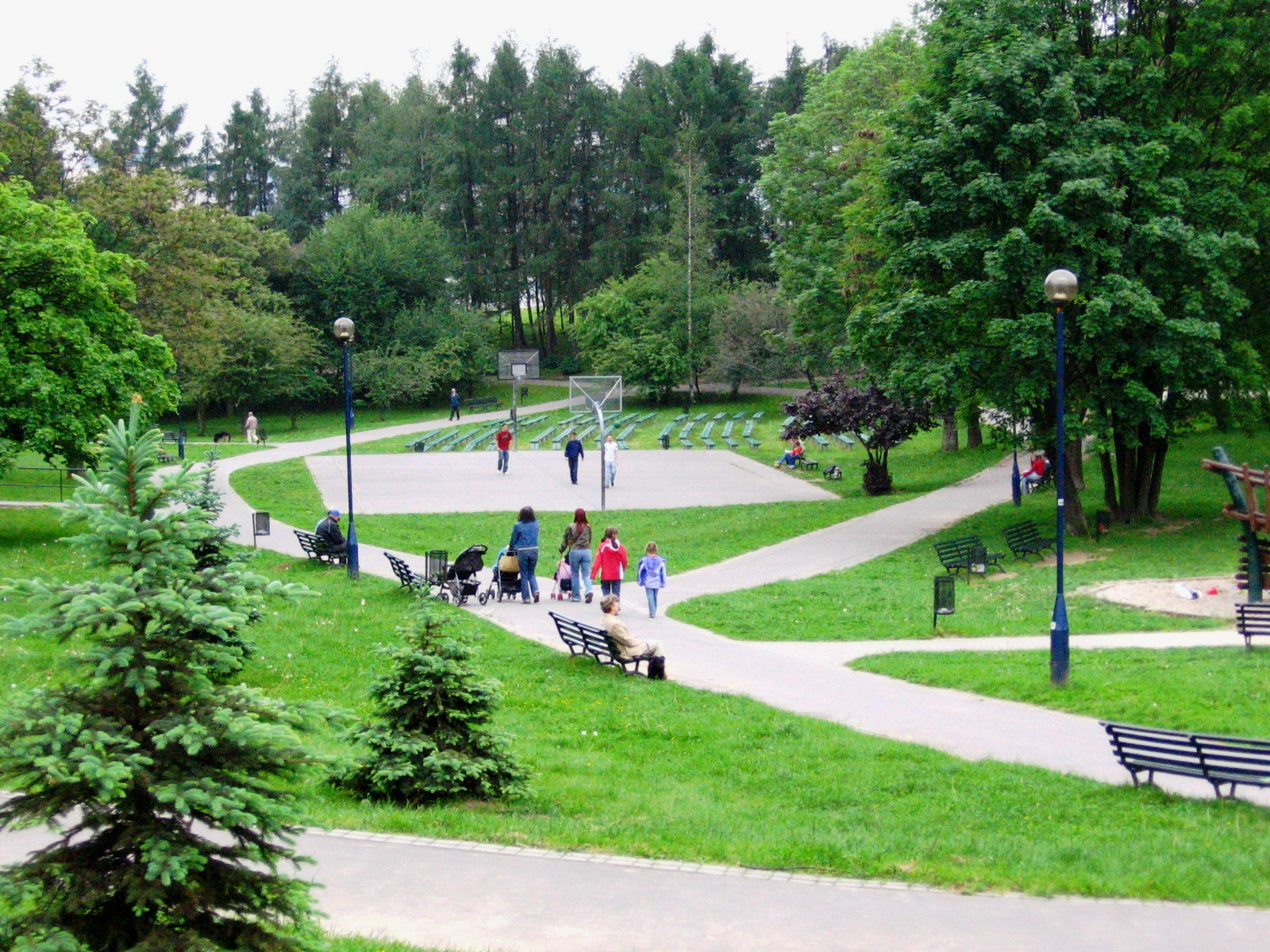
A Millennium-park (Park Tysiąclecia)
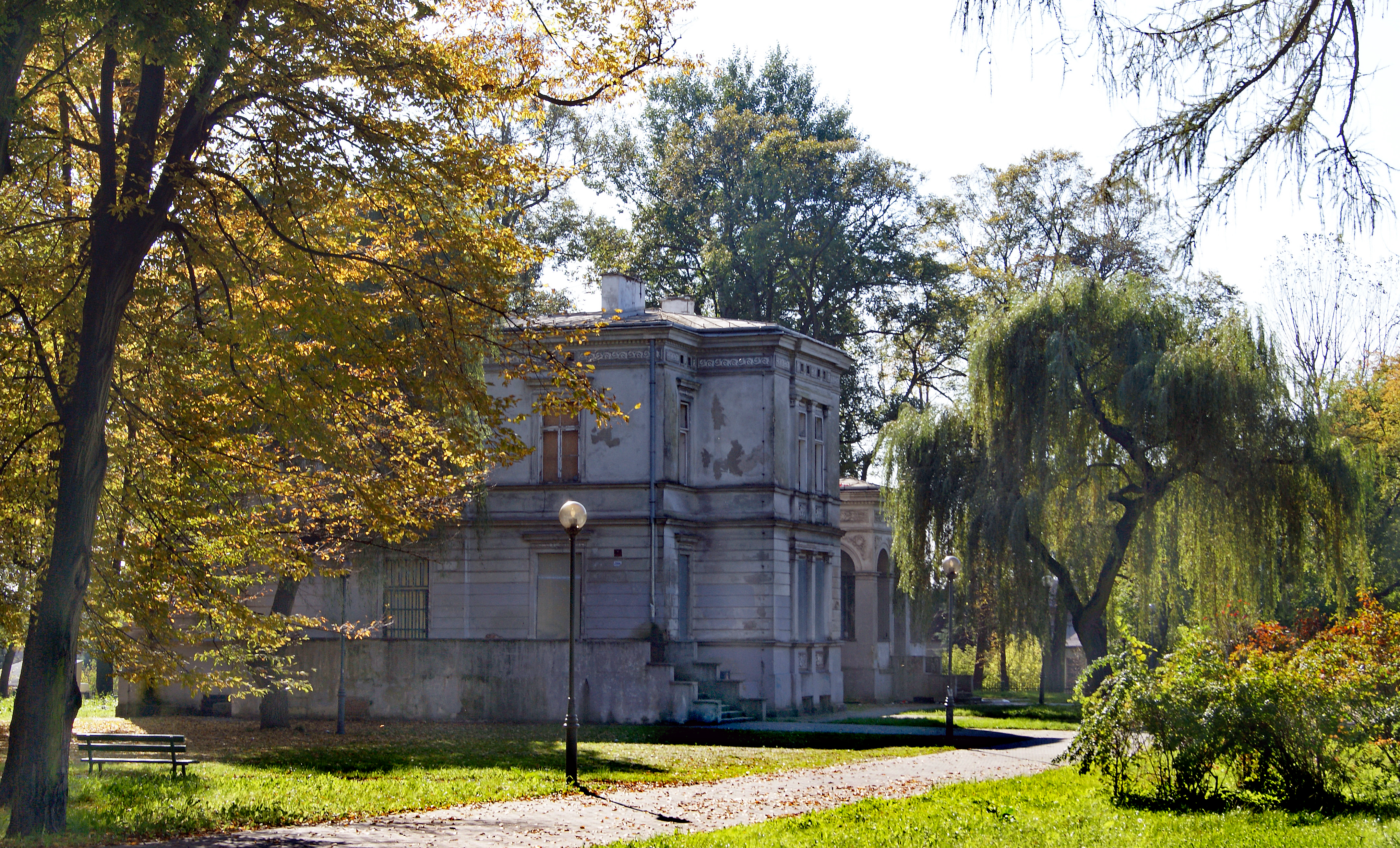
A Badeni család kastélya
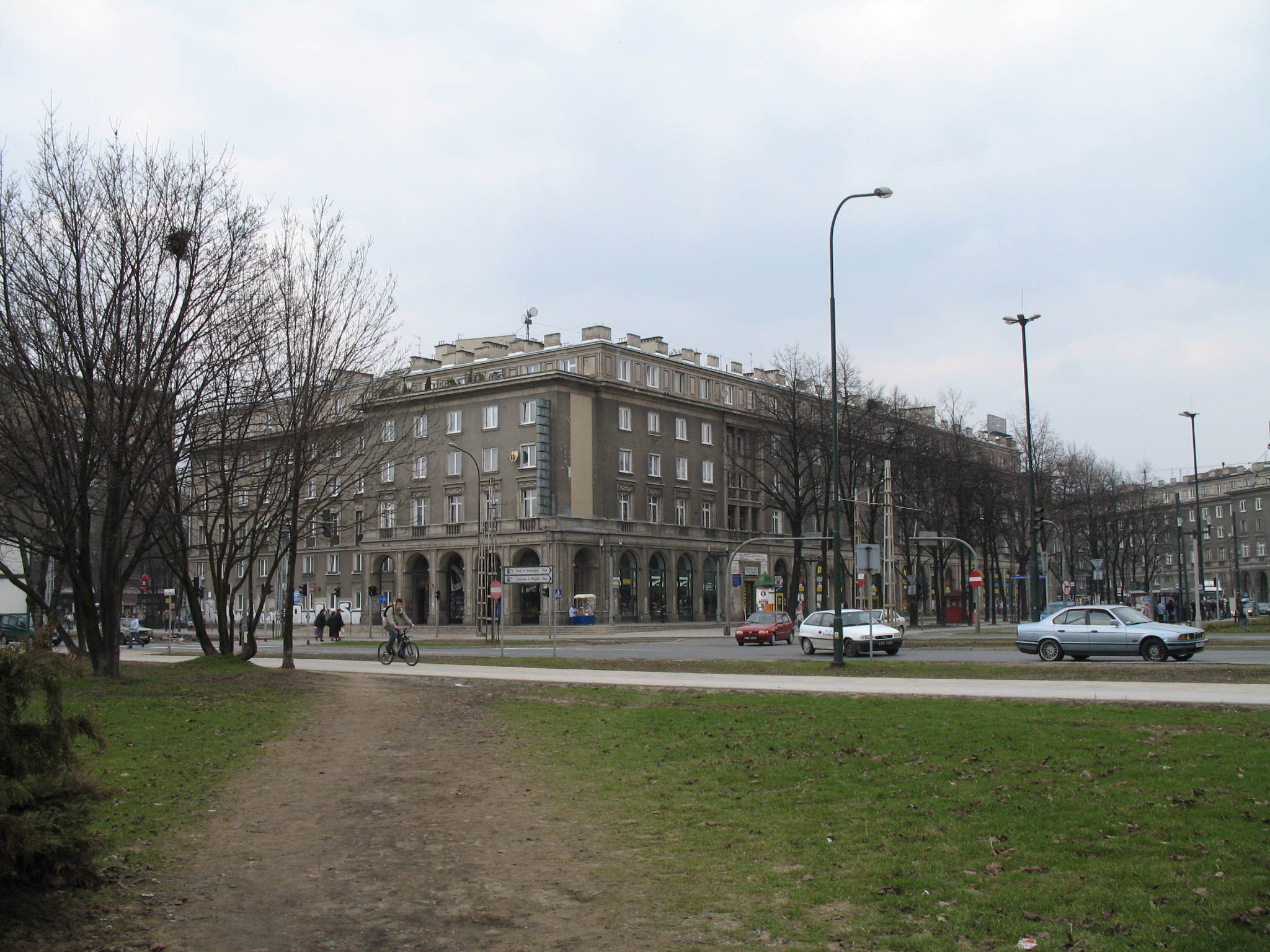
A városrész központi tere (Ronald Reagan tér)
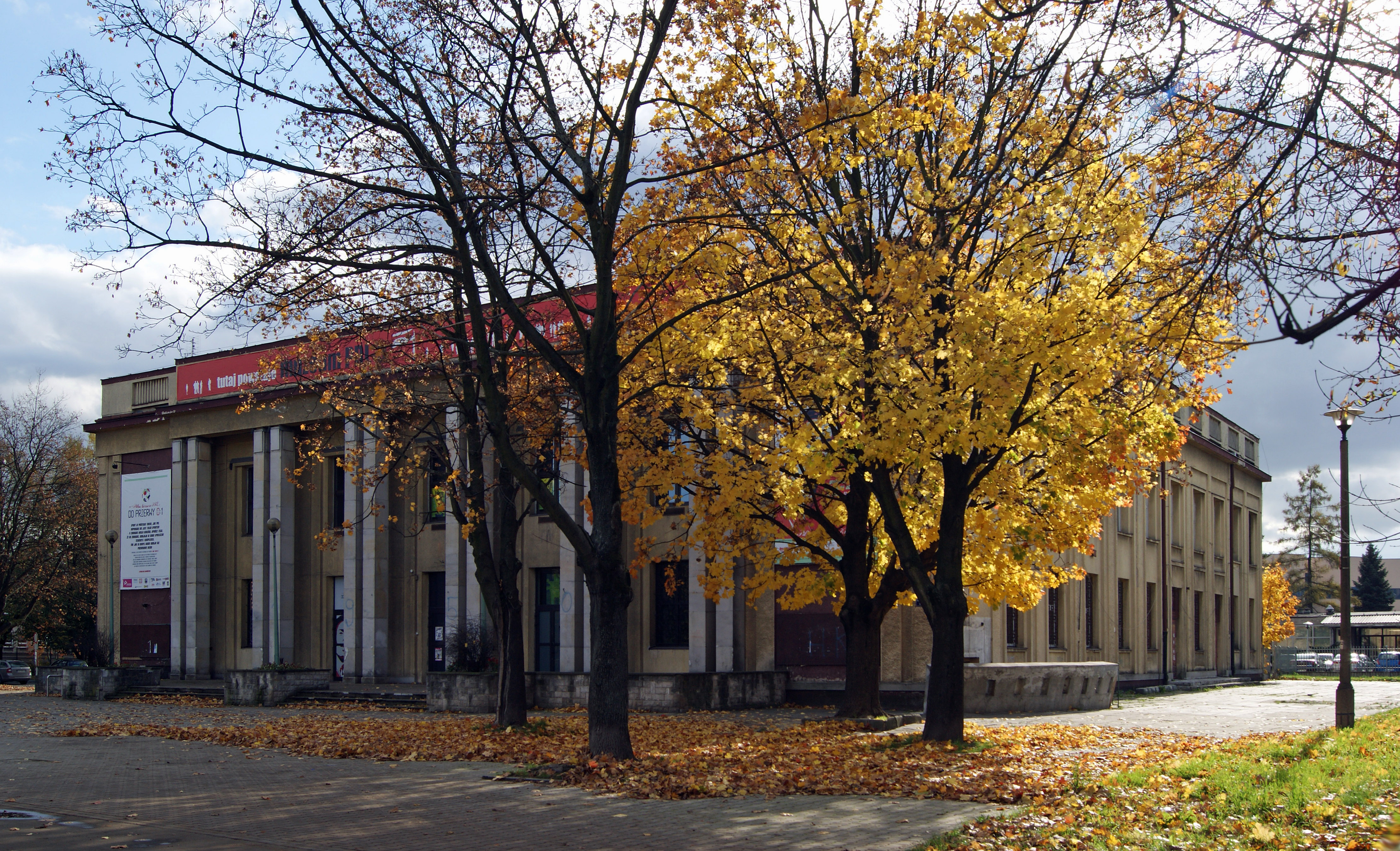
A Lengyel Népköztársaság Múzeuma
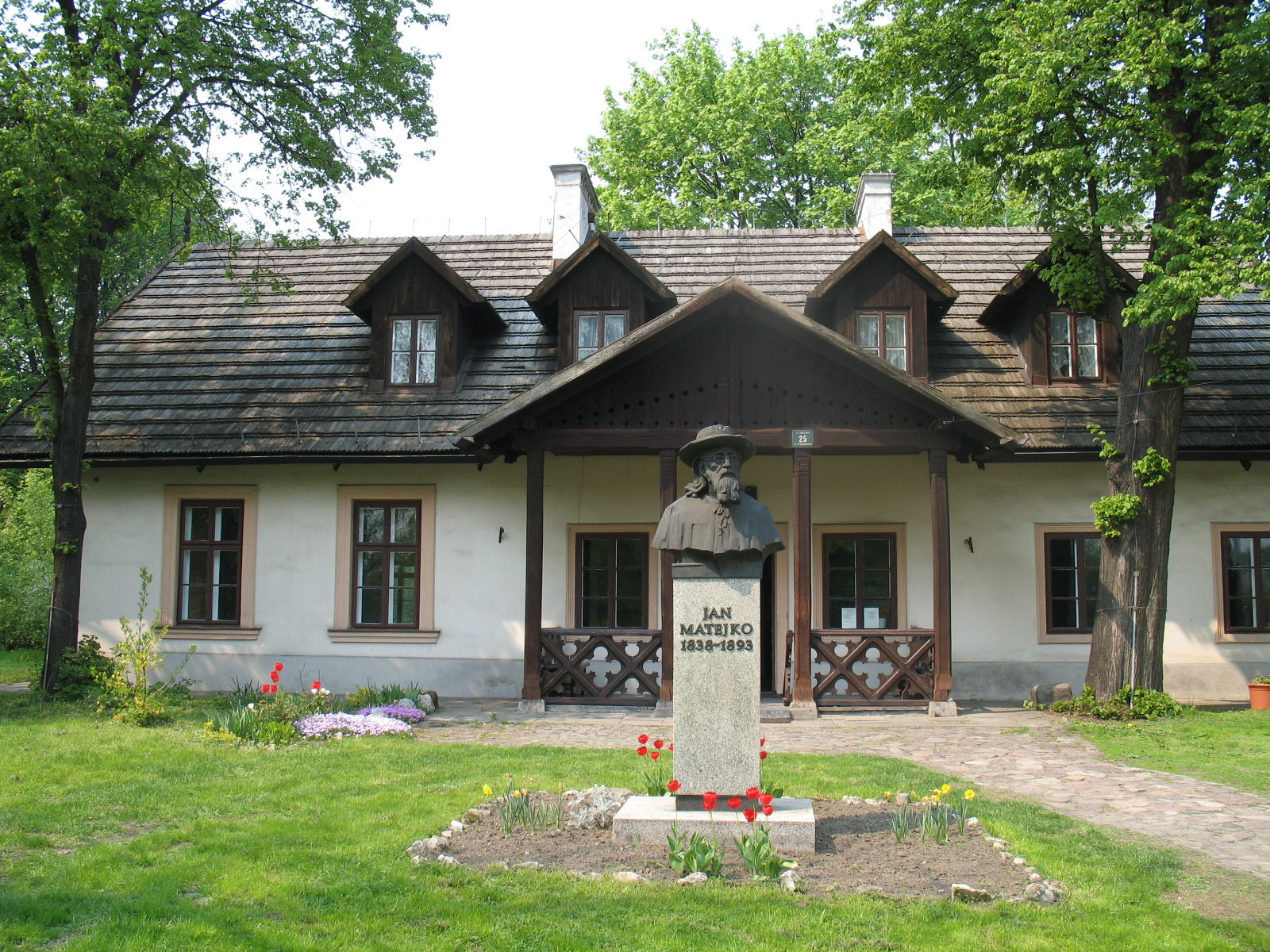
Jan Matejko Múzeum (Krzesławice)
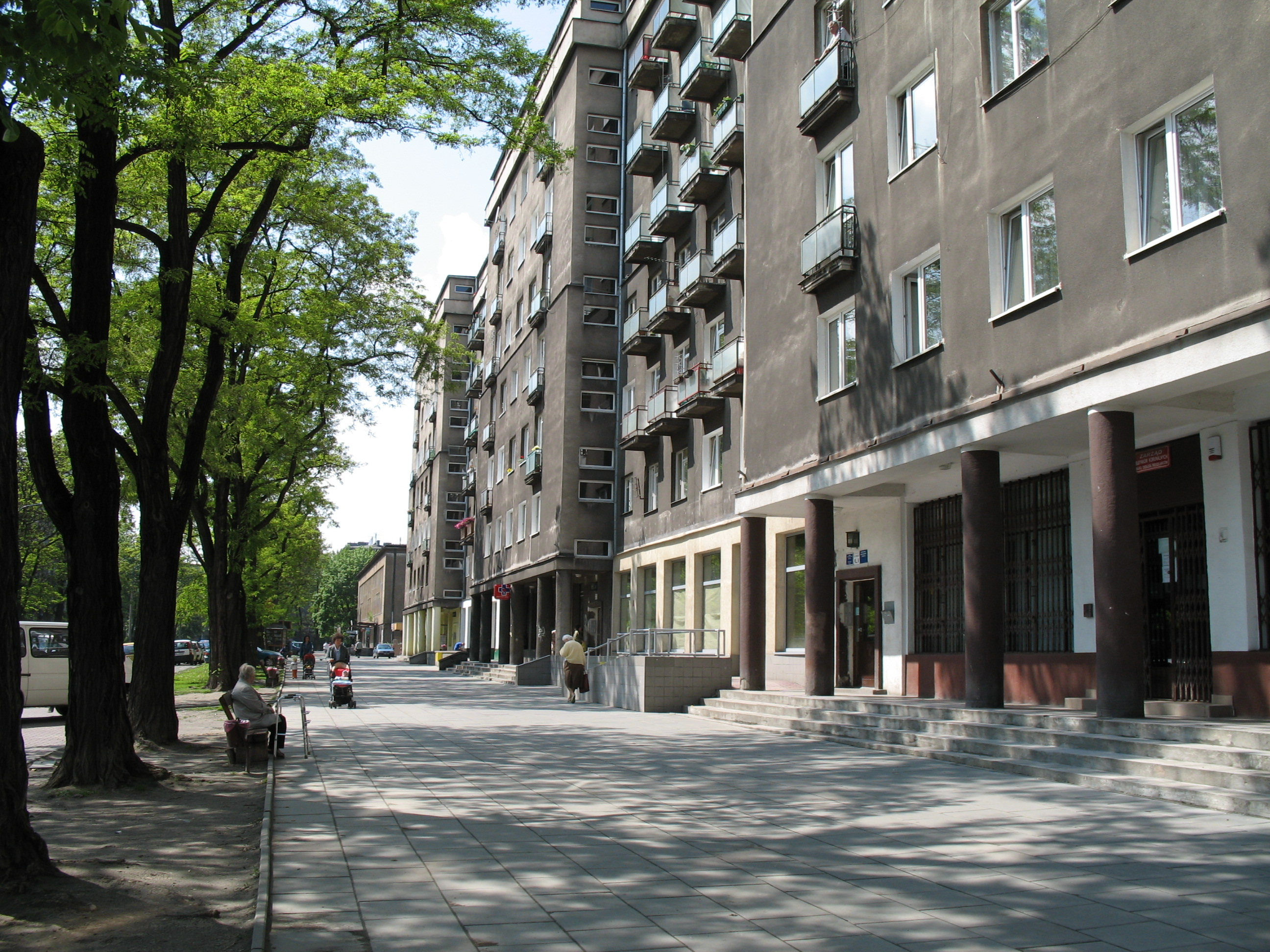
Utcarészlet
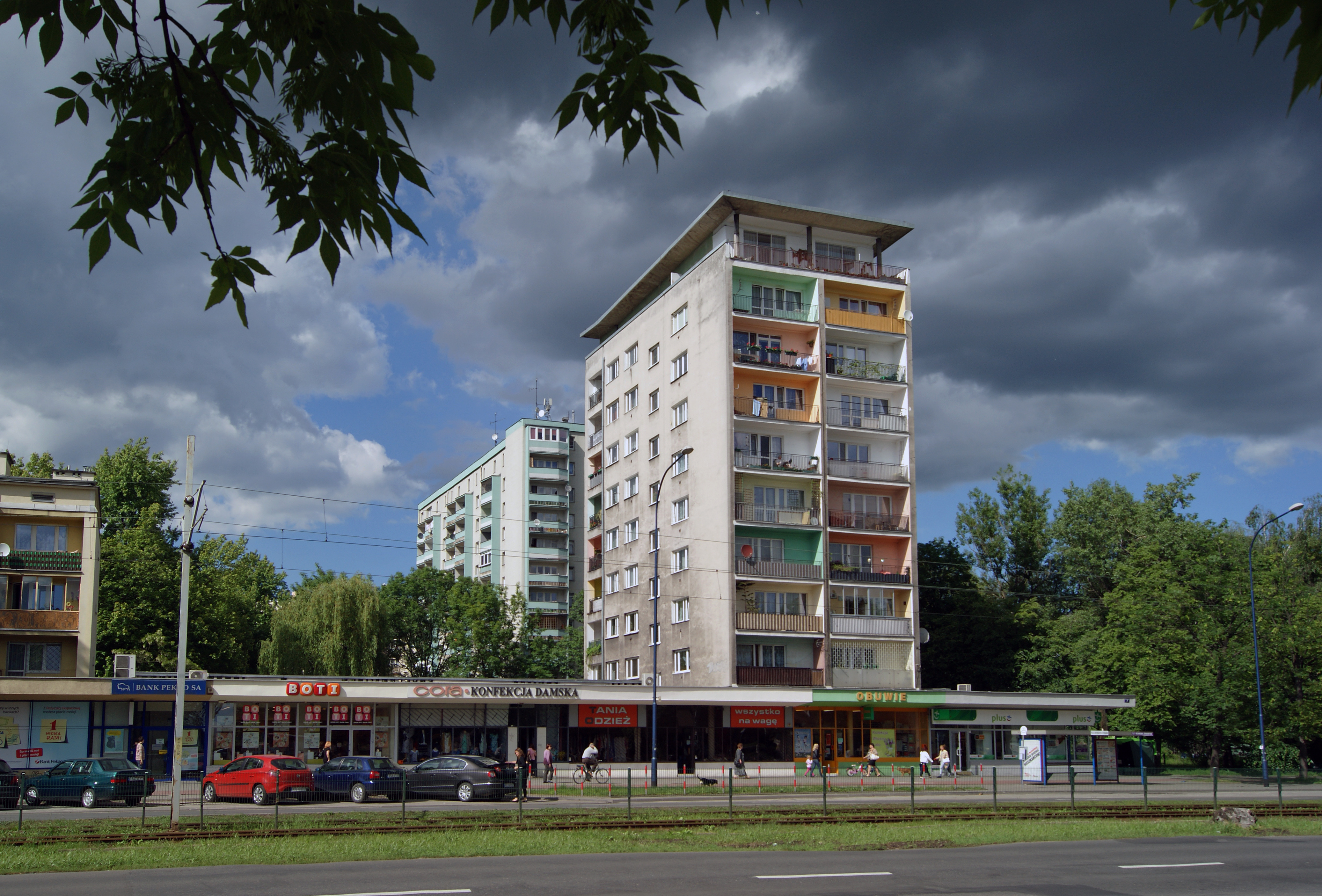
A Centrum D-lakótelep
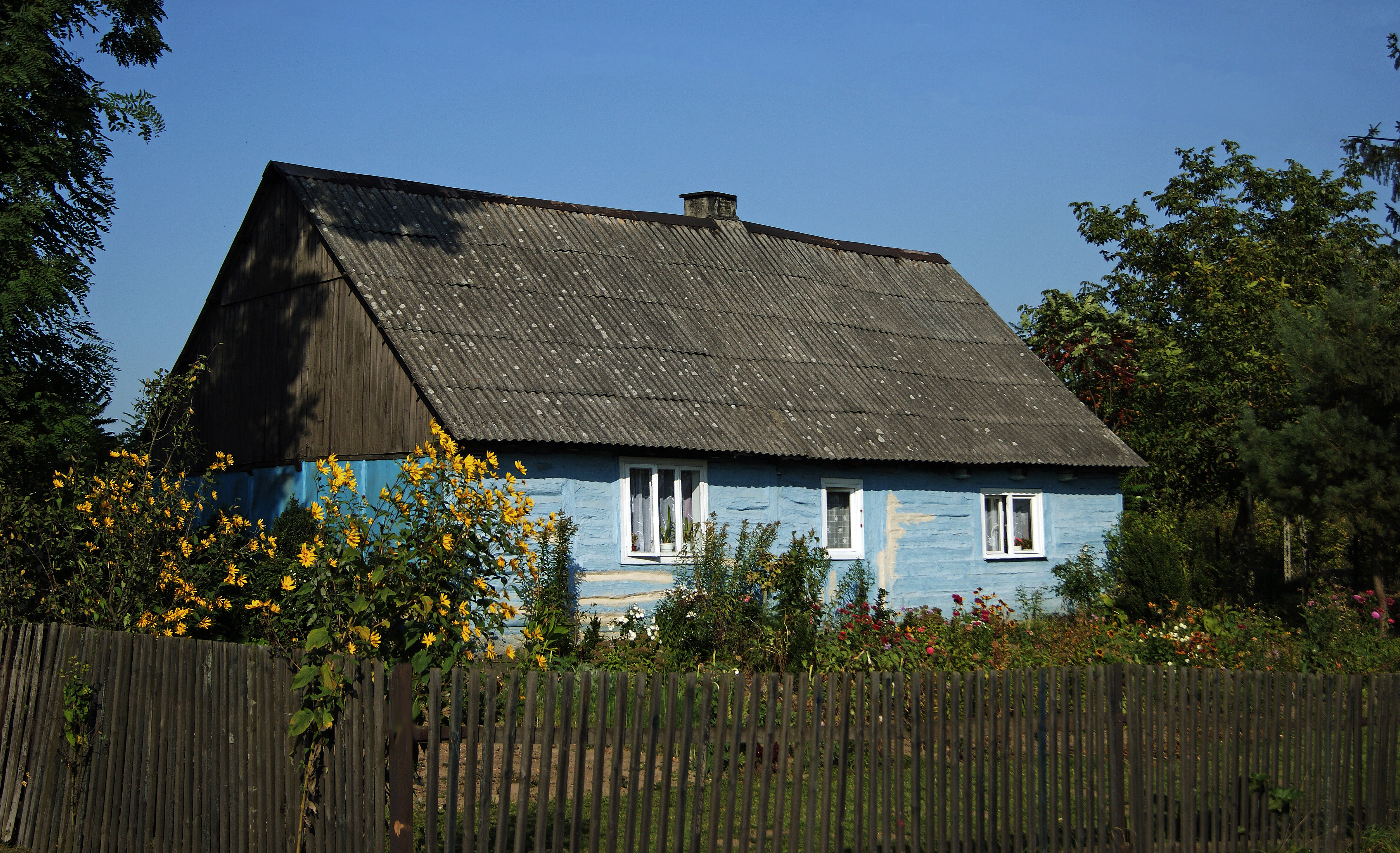
Parasztház az egykori Chałupki faluban
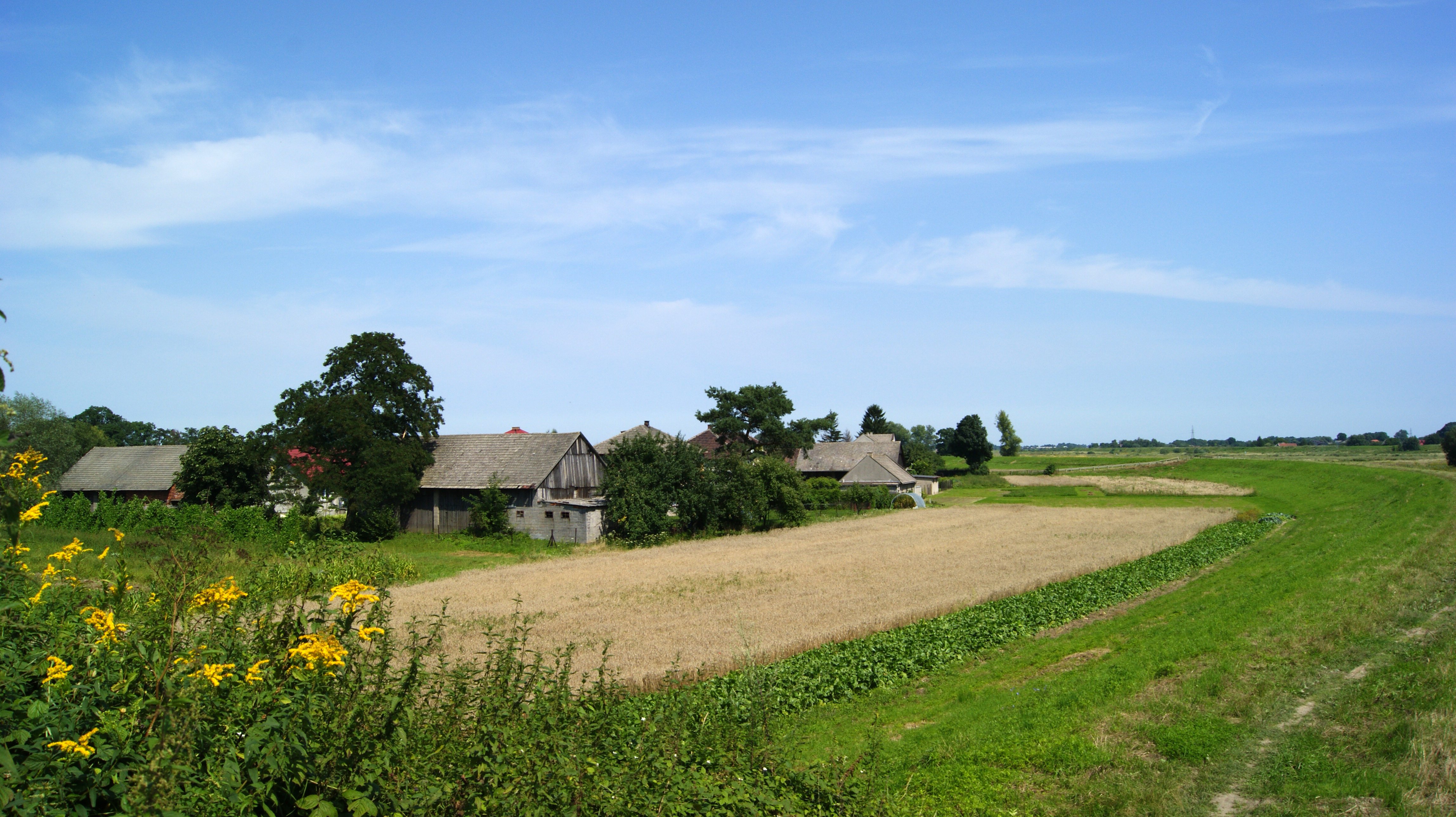
Przylasek Rusiecki egykori falu
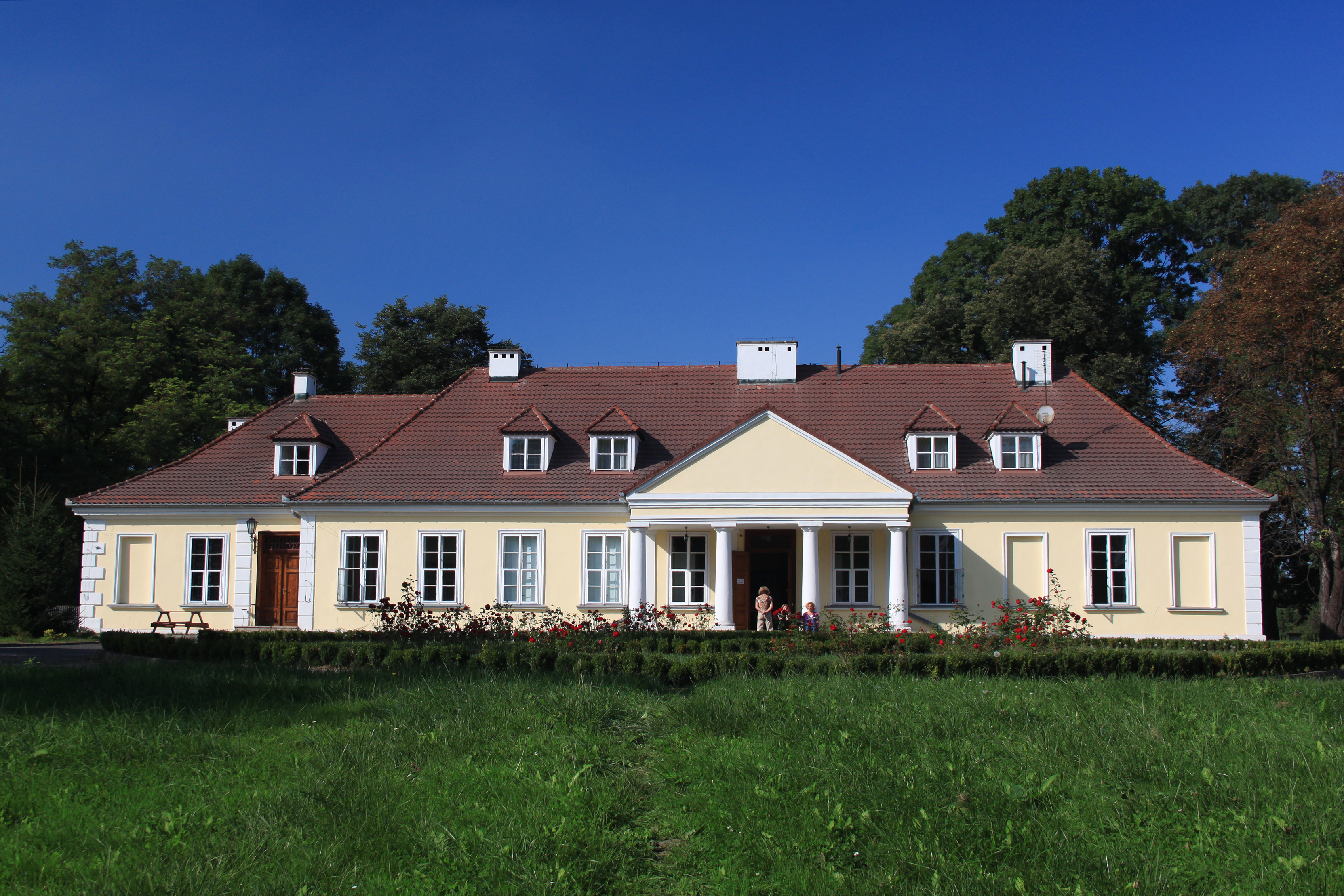
Branicei Badeni-család klasszicista kastélya
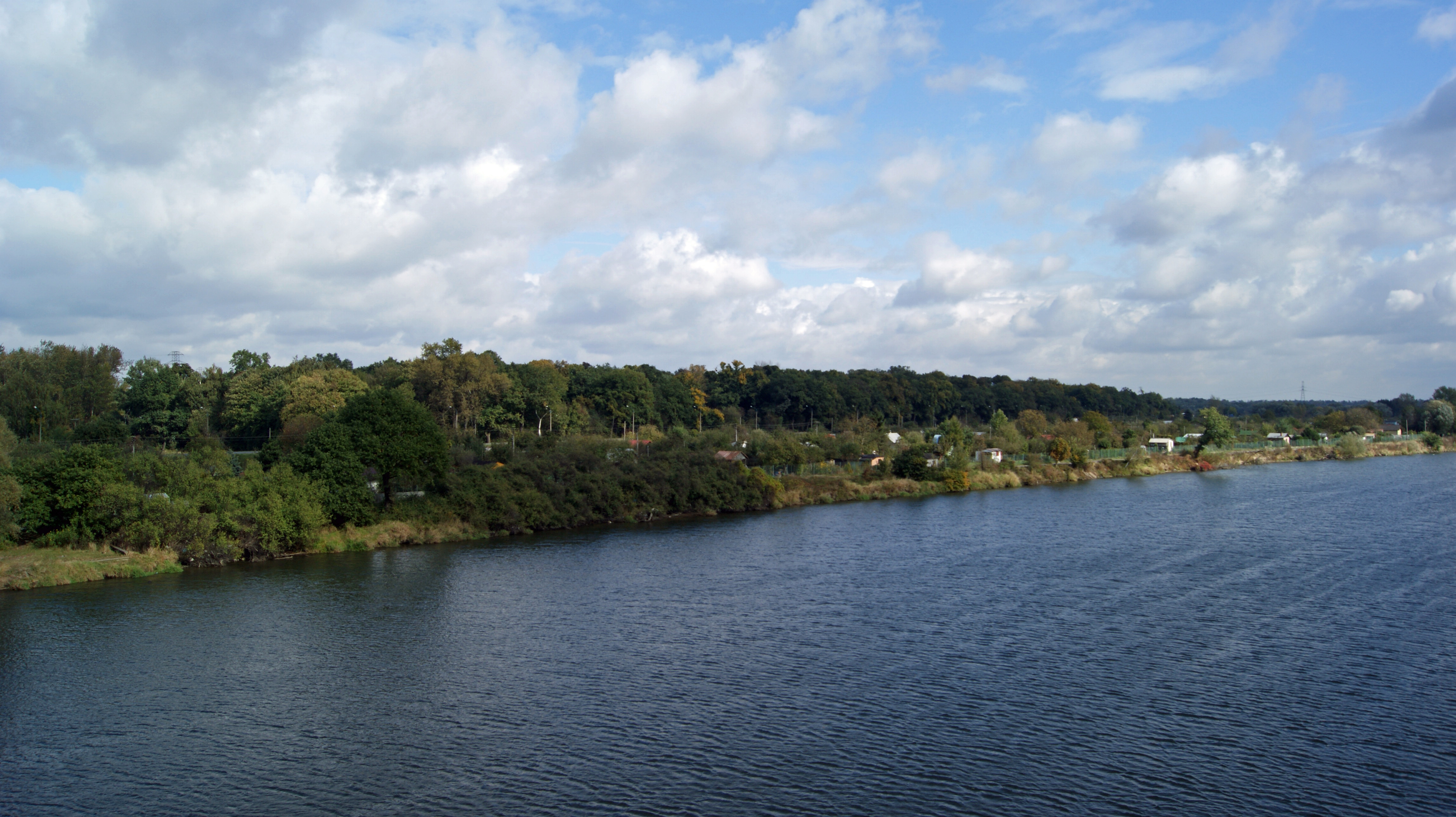
Lasek Mogilski (Mogiłai liget)